# Tercera División de México 2023-24
La Temporada 2023-24 de la Tercera División de México, llamada oficialmente Liga TDP, fue el sexagésimo cuarto torneo de esta división.

## Formato de competencia
Los 208 equipos se dividen por zonas geográficas quedando 17 grupos; cada grupo hace un calendario de juegos entre todos a doble visita recíproca, por cada juego se otorgan 3 puntos al vencedor, un punto por empate, 0 puntos por derrota, en caso de igualada se otorga un punto extra que se define en series de penales que se adjudica el ganador. Sin embargo, debido a que los grupos cuentan con una cantidad diferente de equipos y por lo tanto no se disputa el mismo número de partidos en fase regular el sistema de clasificación de la liga le otorga una primacía al porcentaje, el cual se obtiene dividiendo los puntos obtenidos entre los partidos disputados a lo largo de la temporada, de esta forma si un equipo tiene menos unidades pero un mejor cociente finaliza en una mejor posición en la tabla general.
Al finalizar la temporada 64 equipos clasifican a la fase final. En la primera fase, los 17 grupos de la división se dividen en dos zonas: ambas integradas por 32 clubes repartidos en los grupos 1 al 8 y 9 al 17 de acuerdo a su zona geográfica. Serán ordenados de acuerdo con su cociente en la temporada de mayor a menor. Posteriormente se jugarán rondas sucesivas: treintadosavos; dieciseisavos; octavos; cuartos de final; semifinales; final de zona y campeón de campeones.
En cuanto a equipos filiales o sin derecho al ascenso, pueden disputar el título de filiales o clubes sin derecho de ascenso, a partir de la temporada 2018-2019 se clasifican 16 equipos a la liguilla siendo ordenados de mayor a menor cociente jugando rondas de octavos, cuartos de final, semifinales y final.
En cuanto al descenso no existe, cada equipo si no paga sus cuotas puede salir de la división aun en plena temporada, antes de cada torneo los equipos deben pagar su admisión a la división la cantidad de $34,800 pesos; y cubrir los requisitos de registro de 30 elementos por equipo (cada elemento paga alrededor de $2,000 pesos), se incluyen entrenadores (que pagan por separado su afiliación ante la FMF), también se pagan los balones de juego marca Voit exclusivamente que la F.M.F suministra, el arbitraje cada juego se paga, pero el gasto que corre por cuenta del equipo local y derecho de juego; en cuanto a multas cada club paga desde no presentarse a tiempo al partido, insultar al arbitraje, problemas que genere la afición, por cada amonestación y expulsión de los jugadores, grescas entre jugadores etc.
Los equipos que clasifican a Liguilla por el título deben pagar cuotas extras. Si algún equipo decide cambiar de nombre y sede debe pagar cuotas que ello genere, más su admisión, es por esta razón que cada año hay nuevos equipos y otros que dejan de competir repentinamente. Si hay oportunidad, puede presentarse el ascenso desde la Cuarta división, pero el equipo debe pagar sus cuotas y cumplir con los requisitos establecidos.
La liga permite que las franquicias participantes puedan rentar su plaza a otros clubes, por lo que suele ser habitual que existan equipos que tienen un nombre conocido distinto a la denominación con la que se encuentran registrados ante la Federación Mexicana de Fútbol. En caso de que sea así, se anexa en la tabla de equipos participantes el nombre oficial de registro.

## Equipos participantes

### Ascensos y descensos
Los dos campeones regionales del torneo tienen el derecho de ascender a la Serie A de la Liga Premier de México, mientras que los subcampeones regionales podrán ser promovidos a la Serie B, siempre y cuando cumplan con las condiciones para competir en cualquiera de las dos ramas.
El descenso en la Tercera División no existe debido a que no hay categoría menor a esta en el sistema de ligas de la FMF. Por otro lado el descenso a la Tercera División en teoría está reservado para aquel club que culmine en la posición más baja de la tabla general al finalizar la temporada de la Serie B, aunque desde la temporada 2018-2019 se encuentra suspendido debido a las diversas remodelaciones que ha sufrido esta rama de la Segunda División.
A continuación se muestran los ascensos y descensos de la temporada 2022/23 :
| Pos | a la Liga TDP    |
| --- | ---------------- |
| x   | No hubo descenso |

| Pos | a la Liga Premier      |
| --- | ---------------------- |
| 1º  | Aguacateros de Peribán |
| 2º  | Atlético Aragón        |
| 3º  | Artesanos Metepec F.C. |
| 4º  | C.D. Poza Rica         |

### Información sobre los equipos participantes
En total 210 Clubes compiten en la temporada 2023-2024.
(*) Equipo filial de un conjunto de Liga MX, Liga de Expansión MX o Liga Premier. En algunos casos puede ascender.

#### Grupo I
14 clubes de Chiapas, Campeche, Tabasco, Yucatán y Quintana Roo.
| Equipo                     | Nombre registrado          | Ciudad                         | Estadio                             | Capacidad | Afiliación             |
| -------------------------- | -------------------------- | ------------------------------ | ----------------------------------- | --------- | ---------------------- |
| Boston Cancún F.C. (*)     | Boston Cancún F.C. (*)     | Cancún, Quintana Roo           | CEDAR Cancún                        | 500       | Cancún F.C.            |
| Campeche F.C.              | Campeche F.C.              | Campeche, Campeche             | La Muralla de Kin-ha                | 500       | –                      |
| Corsarios de Campeche      | Corsarios de Campeche      | Campeche, Campeche             | Universitario                       | 4000      | –                      |
| Deportiva Venados "B" (*)  | Deportiva Venados "B" (*)  | Tamanché, Yucatán              | Alonso Diego Molina                 | 2500      | Deportiva Venados      |
| Deportivo Chetumal         | Deportivo Chetumal         | Chetumal, Quintana Roo         | José López Portillo                 | 6600      | Yalmakan F.C.          |
| Felinos 48                 | Felinos 48                 | Reforma, Chiapas               | Cancha Unidad y Compromiso          | 600       | –                      |
| Inter Playa "B" (*)        | Inter Playa "B" (*)        | Playa del Carmen, Quintana Roo | Mario Villanueva Madrid             | 7500      | Inter Playa del Carmen |
| ISG Sport F.C.             | ISG Sport F.C.             | Ciudad del Carmen, Campeche    | Unidad Deportiva 20 de Noviembre    | 1000      | –                      |
| Mons Calpe Yucatán         | Mons Calpe Yucatán         | Telchac, Yucatán               | Campo San Pedro                     | 1000      | –                      |
| Deportivo Napoli Tabasco   | C.D.F. Zitácuaro           | Villahermosa, Tabasco          | Olímpico de Villahermosa            | 12 000    | Deportivo Zitácuaro    |
| Pampaneros de Champotón    | Pampaneros de Champotón    | Champotón, Campeche            | Nou Camp Champotón                  | 1000      | –                      |
| Pioneros Junior (*)        | Pioneros Junior (*)        | Cancún, Quintana Roo           | Cancún 86                           | 6390      | Cancún F.C.            |
| Progreso F.C. (*)          | Progreso F.C. (*)          | Progreso, Yucatán              | 20 de Noviembre                     | 3000      | Venados F.C.           |
| Zorros F.C. Puerto Morelos | Zorros F.C. Puerto Morelos | Puerto Morelos, Quintana Roo   | Unidad Deportiva Colonia Pescadores | 1200      | –                      |

#### Grupo II
13 equipos de Chiapas y Oaxaca.
| Equipo                      | Nombre registrado           | Ciudad                              | Estadio                                 | Capacidad | Afiliación          |
| --------------------------- | --------------------------- | ----------------------------------- | --------------------------------------- | --------- | ------------------- |
| Academia Dragones           | Academia Dragones           | Zimatlán de Álvarez, Oaxaca         | Polideportivo Ignacio Mejía             | 1000      | –                   |
| Alebrijes de Oaxaca "B" (*) | Alebrijes de Oaxaca "B" (*) | Oaxaca, Oaxaca                      | Tecnológico de Oaxaca                   | 14 598    | Alebrijes de Oaxaca |
| Antequera F.C.              | Antequera F.C.              | Oaxaca, Oaxaca                      | Tecnológico de Oaxaca                   | 14 598    | –                   |
| Atlético Ixtepec            | Atlético Ixtepec            | Santo Domingo Ingenio, Oaxaca       | La SOP                                  | 1500      | –                   |
| Búhos de Oaxaca             | Búhos de Oaxaca             | Oaxaca, Oaxaca                      | Deportivo Ramos                         | 1000      | –                   |
| Cefor Chiapas               | Cefor Chiapas               | Tuxtla Gutiérrez, Chiapas           | Flor del Sospo                          | 3000      | –                   |
| Cruz Azul Lagunas (*)       | Cruz Azul Lagunas (*)       | Lagunas, Oaxaca                     | Cruz Azul                               | 2000      | Cruz Azul           |
| Deportivo Profutsoccer      | Deportivo Profutsoccer      | San Cristóbal de Las Casas, Chiapas | Municipal de San Cristóbal de Las Casas | 4000      | –                   |
| Dragones de Oaxaca          | Dragones de Oaxaca          | Zimatlán de Álvarez, Oaxaca         | Polideportivo Ignacio Mejía             | 1000      | –                   |
| Estudiantes del COBACH F.C. | Deportivo Soria F.C.        | Tuxtla Gutiérrez, Chiapas           | Víctor Manuel Reyna                     | 29 001    | –                   |
| Lechuzas UPGCH              | Lechuzas UPGCH              | Tuxtla Gutiérrez, Chiapas           | Víctor Manuel Reyna                     | 29 001    | –                   |
| Milenarios de Oaxaca        | Milenarios de Oaxaca        | San Pablo Villa de Mitla, Oaxaca    | Municipal San Pablo Villa de Mitla      | 1000      | –                   |
| Universidad del Sureste     | Universidad del Sureste     | Comitán, Chiapas                    | Centro de Formación UDS                 | 500       | –                   |

#### Grupo III
16 equipos de Oaxaca, Puebla, Tlaxcala y Veracruz.
| Equipo                          | Nombre registrado               | Ciudad                    | Estadio                             | Capacidad | Afiliación   |
| ------------------------------- | ------------------------------- | ------------------------- | ----------------------------------- | --------- | ------------ |
| C.D. Águila Azteca              | C.D. Águila Azteca              | Chocamán, Veracruz        | El Mariscal                         | 3000      | –            |
| Atlante Xalapa (*)              | Atlante Xalapa (*)              | Xalapa, Veracruz          | Unidad Deportiva UV Campus CAD      | 1000      | Atlante F.C. |
| Caballeros de Córdoba           | Caballeros de Córdoba           | Córdoba, Veracruz         | Rafael Murillo Vidal                | 3800      | –            |
| Conejos de Tuxtepec             | Conejos de Tuxtepec             | Tuxtepec, Oaxaca          | Gustavo Pacheco Villaseñor          | 15 000    | –            |
| Córdoba F.C.                    | Córdoba F.C.                    | Córdoba, Veracruz         | Rafael Murillo Vidal                | 3800      | –            |
| Delfines UGM                    | Delfines UGM                    | Nogales, Veracruz         | UGM Nogales                         | 1500      | –            |
| Diablos Blancos F.C.            | Unión Magdalena Contreras       | Mazatecochco, Tlaxcala    | San José del Agua                   | 1000      | –            |
| Guerreros Puebla                | Guerreros Puebla                | Puebla, Puebla            | Unidad Deportiva Mario Vázquez Raña | 800       | –            |
| Club Licántropos                | Club Licántropos                | Cuautinchan, Puebla       | Unidad Deportiva Campos El Cóndor   | 500       | –            |
| Lobos Puebla                    | Lobos Puebla                    | Puebla, Puebla            | Universitario BUAP                  | 19 283    | –            |
| Los Ángeles                     | Los Ángeles                     | Puebla, Puebla            | Unidad Deportiva Mario Vázquez Raña | 800       | –            |
| PDLA F.C.                       | PDLA F.C.                       | San Pedro Cholula, Puebla | Unidad Deportiva San Pedro Cholula  | 500       | –            |
| Reales de Puebla                | Reales de Puebla                | Amozoc, Puebla            | Unidad Deportiva Chachapa           | 1000      | –            |
| Tehuacán de la Franja           | Tehuacán de la Franja           | Tehuacán, Puebla          | Unidad Deportiva La Huizachera      | 1000      | –            |
| Universidad del Golfo de México | Universidad del Golfo de México | Orizaba, Veracruz         | Universitario UGM                   | 1500      | –            |
| Xalapa 777 F.C.                 | Toros Huatusco                  | Xalapa, Veracruz          | USBI Xalapa                         | 4000      | –            |

#### Grupo IV
16 equipos de la Ciudad de México y el Estado de México.
| Equipo                  | Nombre registrado       | Ciudad                                | Estadio                                    | Capacidad | Afiliación       |
| ----------------------- | ----------------------- | ------------------------------------- | ------------------------------------------ | --------- | ---------------- |
| Álamos F.C.             | Álamos F.C.             | Iztacalco, Ciudad de México           | Ciudad Deportiva Magdalena Mixhuca Campo 1 | 500       | C.D. Guadalajara |
| Aragón F.C. (*)         | Aragón F.C. (*)         | Gustavo A. Madero, Ciudad de México   | Deportivo Francisco Zarco                  | 1000      | Atlético Aragón  |
| Atlético Mexicano       | Atlético Mexicano       | Iztacalco, Ciudad de México           | Deportivo Eduardo Molina                   | 500       | –                |
| Aztecas AMF Soccer      | Aztecas AMF Soccer      | Gustavo A. Madero, Ciudad de México   | Deportivo Francisco Zarco                  | 1000      | –                |
| Cefor Cuauhtémoc Blanco | Cefor Cuauhtémoc Blanco | Gustavo A. Madero, Ciudad de México   | Deportivo Los Galeana                      | 1000      | –                |
| Cefor Mario Gálvez      | Club Marina             | Venustiano Carranza, Ciudad de México | Ciudad Deportiva Magdalena Mixhuca Campo 1 | 500       | –                |
| Cefor Mexiquense        | Promodep Central        | Ecatepec, Estado de México            | Revolución 30-30                           | 1000      | –                |
| Cefor Muxes             | Valle de Xico F.C.      | Iztacalco, Ciudad de México           | Deportivo Plutarco Elías Calles            | 300       | –                |
| C.D. Cuervos Blancos    | C.D. Cuervos Blancos    | Cuautitlán, Estado de México          | Los Pinos                                  | 5000      | –                |
| C.D.C. Domínguez Osos   | C.D.C. Domínguez Osos   | Gustavo A. Madero, Ciudad de México   | Deportivo Lázaro Cárdenas                  | 1000      | –                |
| C.D. Halcones de Rayón  | C.D. Halcones de Rayón  | Iztacalco, Ciudad de México           | Ciudad Deportiva Magdalena Mixhuca Campo 1 | 500       | –                |
| F.C. Juárez "B" (*)     | F.C. Juárez "B" (*)     | Xochimilco, Ciudad de México          | San Isidro La Noria                        | 1200      | F.C. Juárez      |
| C.D. Muxes              | C.D. Muxes              | Iztacalco, Ciudad de México           | Ciudad Deportiva Magdalena Mixhuca Campo 1 | 500       | –                |
| Novillos Neza           | Novillos Neza           | Iztacalco, Ciudad de México           | Ciudad Deportiva Magdalena Mixhuca Campo 1 | 500       | –                |
| Oceanía F.C.            | Oceanía F.C.            | Venustiano Carranza, Ciudad de México | Deportivo Oceanía Cancha 3                 | 500       | –                |
| F.C. Politécnico        | F.C. Politécnico        | Iztacalco, Ciudad de México           | Deportivo Leandro Valle                    | 200       | –                |

#### Grupo V
16 equipos de la Ciudad de México y el Estado de México.
| Equipo                   | Nombre registrado        | Ciudad                                | Estadio                                    | Capacidad | Afiliación     |
| ------------------------ | ------------------------ | ------------------------------------- | ------------------------------------------ | --------- | -------------- |
| Academia Mineros CDMX    | C.H. Fútbol Club         | Iztacalco, Ciudad de México           | Ciudad Deportiva Magdalena Mixhuca Campo 1 | 500       | –              |
| Arietes F.C.             | Arietes F.C.             | Huixquilucan, Estado de México        | Alberto Pérez Navarro                      | 3000      | –              |
| Cañoneros F.C. "B" (*)   | Cañoneros F.C. "B" (*)   | Milpa Alta, Ciudad de México          | Momoxco                                    | 3500      | Cañoneros F.C. |
| Club Carsaf              | Azucareros de Tezonapa   | Venustiano Carranza, Ciudad de México | Deportivo Lázaro Cárdenas                  | 1000      | –              |
| CILESI F.C.              | CILESI F.C.              | Xochimilco, Ciudad de México          | San Isidro La Noria                        | 1200      | –              |
| Cordobés F.C.            | Cordobés F.C.            | Huixquilucan, Estado de México        | Alberto Pérez Navarro                      | 3000      | –              |
| Coyotes Neza             | Halcones Zúñiga          | Venustiano Carranza, Ciudad de México | Deportivo Oceanía                          | 1000      | –              |
| Cuemanco F.C.            | Atlético Pachuca         | Benito Juárez, Ciudad de México       | Centro Deportivo Benito Juárez             | 800       | –              |
| Ecatepec F.C.            | Ecatepec F.C.            | Ecatepec, Estado de México            | Guadalupe Victoria                         | 1000      | –              |
| Escuela Necaxa Coyoacán  | F.C. San José del Arenal | Coyoacán, Ciudad de México            | Deportivo Rosario Iglesias                 | 600       | –              |
| Guerreros DD             | Guerreros DD             | Xochimilco, Ciudad de México          | San Isidro La Noria                        | 1200      | –              |
| Héroes de Zaci           | Héroes de Zaci           | Xochimilco, Ciudad de México          | San Isidro La Noria                        | 1200      | –              |
| Independiente Mexiquense | Independiente Mexiquense | Huehuetoca, Estado de México          | 12 de mayo                                 | 1500      | –              |
| C.D.C. Olimpo            | Colegio Once México      | Xochimilco, Ciudad de México          | Valentín González                          | 5000      | –              |
| Sangre de Campeón        | Sangre de Campeón        | Tultitlán, Estado de México           | Nou Camp 1                                 | 2000      | –              |
| Unión F.C.               | Unión F.C.               | Ecatepec, Estado de México            | Titanium Soccer                            | 1000      | –              |

#### Grupo VI
12 equipos de Estado de México e Hidalgo.
| Equipo                          | Nombre registrado               | Ciudad                           | Estadio                         | Capacidad | Afiliación        |
| ------------------------------- | ------------------------------- | -------------------------------- | ------------------------------- | --------- | ----------------- |
| Artesanos Metepec "B"           | Artesanos Metepec "B"           | Metepec, Estado de México        | La Hortaliza                    | 2000      | Artesanos Metepec |
| Ciervos F.C. "B" (*)            | Ciervos F.C. "B" (*)            | Chalco, Estado de México         | Arreola                         | 3217      | Ciervos F.C.      |
| C.F. Estudiantes de Atlacomulco | C.F. Estudiantes de Atlacomulco | Atlacomulco, Estado de México    | Municipal de Atlacomulco        | 2000      | –                 |
| Eurosoccer F.C.                 | Deportivo Metepec               | Rayón, Estado de México          | Unidad Deportiva Dionicio Cerón | 1000      | –                 |
| FORMAFUTINTEGRAL                | FORMAFUTINTEGRAL                | Ixtapaluca, Estado de México     | La Era                          | 1200      | –                 |
| Leones Huixquilucan             | Leones Huixquilucan             | Huixquilucan, Estado de México   | Alberto Pérez Navarro           | 3000      | –                 |
| Orishas Tepeji F.C.             | Orishas Tepeji F.C.             | Tepeji del Río, Hidalgo          | Deportivo Tepeji                | 2000      | –                 |
| Panteras Neza                   | Atlante Chalco                  | Nezahualcóyotl, Estado de México | Metropolitano                   | 1500      |                   |
| Deportivo Polotitlán            | Deportivo Polotitlán            | Polotitlán, Estado de México     | Unidad Deportiva Polotitlán     | 1000      | –                 |
| Proyecto México Soccer          | Grupo Sherwood                  | Rayón, Estado de México          | Unidad Deportiva Dionicio Cerón | 1000      | –                 |
| Tenancingo F.C.                 | Fuerza Mazahua F.C.             | Tenancingo, Estado de México     | José Manuel "Grillo" Cruzalta   | 3000      | –                 |
| Deportivo Toluca "B" (*)        | Deportivo Toluca "B" (*)        | Metepec, Estado de México        | Instalaciones de Metepec        | 2000      | Deportivo Toluca  |

#### Grupo VII
11 equipos de Ciudad de México, Guerrero y Morelos.
| Equipo                | Nombre registrado    | Ciudad                              | Estadio                                     | Capacidad |
| --------------------- | -------------------- | ----------------------------------- | ------------------------------------------- | --------- |
| Academia Cuextlán     | Academia Cuextlán    | Gustavo A. Madero, Ciudad de México | Deportivo Francisco Zarco                   | 2000      |
| Águilas UAGro         | Águilas UAGro        | Chilpancingo, Guerrero              | UAGro                                       | 2000      |
| Arroceros Jojutla     | Académicos Jojutla   | Jojutla, Morelos                    | Unidad Deportiva La Perseverancia           | 1000      |
| Atlético Real Morelos | Santiago Tulantepec  | Xochitepec, Morelos                 | Deportivo La Lagunilla                      | 1000      |
| Calentanos F.C.       | F.C. Iguanas         | Ciudad Altamirano, Guerrero         | Campo Pungarabato                           | 1000      |
| Caudillos Zapata      | Caudillos de Morelos | Emiliano Zapata, Morelos            | Emiliano Zapata                             | 3000      |
| Iguala F.C.           | Iguala F.C.          | Iguala, Guerrero                    | Unidad Deportiva Iguala                     | 2000      |
| Selva Cañera          | Selva Cañera         | Tlaquiltenango, Morelos             | Unidad Deportiva Roberto "Monito" Rodríguez | 1000      |
| Tigres Yautepec       | Atlético Cuernavaca  | Yautepec, Morelos                   | Unidad Deportiva San Carlos                 | 1500      |
| Tlapa F.C.            | Tlapa F.C.           | Tlapa, Guerrero                     | Cancha Los Rivera                           | 1000      |
| C.D. Yautepec         | C.D. Yautepec        | Yautepec, Morelos                   | Centro Deportivo Yautepec                   | 3000      |

#### Grupo VIII
12 equipos de Estado de México e Hidalgo
| Equipo                 | Nombre registrado      | Ciudad                                        | Estadio                               | Capacidad | Afiliación   |
| ---------------------- | ---------------------- | --------------------------------------------- | ------------------------------------- | --------- | ------------ |
| Águilas de Teotihuacán | Águilas de Teotihuacán | San Martín de las Pirámides, Estado de México | Deportivo Braulio Romero              | 1000      | –            |
| Atlético Toltecas      | Atlético Toltecas      | Tula, Hidalgo                                 | Parque Infantil La Tortuga            | 1000      | –            |
| Atlético Tulancingo    | Atlético Tulancingo    | Tulancingo, Hidalgo                           | Primero de Mayo                       | 5000      | –            |
| Bombarderos de Tecámac | Bombarderos de Tecámac | Tecamac, Estado de México                     | Deportivo Sierra Hermosa "El Hangar"  | 1000      | –            |
| Faraones de Texcoco    | Faraones de Texcoco    | Texcoco, Estado de México                     | Claudio Suárez                        | 4000      | –            |
| Halcones Negros F.C.   | Halcones Negros F.C.   | Chicoloapan, Estado de México                 | Unidad Deportiva San José Chicoloapan | 500       | –            |
| Hidalguense            | Hidalguense            | Pachuca, Hidalgo                              | Club Hidalguense                      | 600       | –            |
| Lilo F.C.              | C.D. Matamoros         | Naucalpan, Estado de México                   | Colegio Alemán Campus Norte           | 500       | –            |
| Pachuca "C" (*)        | Pachuca "C" (*)        | San Agustín Tlaxiaca, Hidalgo                 | Universidad del Fútbol                | 1000      | C.F. Pachuca |
| Sk Sport F.C.          | Sk Sport F.C.          | Tulancingo, Hidalgo                           | Primero de Mayo                       | 4000      | –            |
| UFD Tuzos Pachuca (*)  | UFD Tuzos Pachuca (*)  | San Agustín Tlaxiaca, Hidalgo                 | Universidad del Fútbol                | 1000      | C.F. Pachuca |
| Unión Astros F.C.      | CDH                    | Papalotla, Estado de México                   | IMCUFIDE Papalotla                    | 1000      | –            |

#### Grupo IX
10 equipos de Hidalgo, San Luis Potosí, Tamaulipas y Veracruz.
| Equipo                    | Nombre registrado        | Ciudad                             | Estadio                                  | Capacidad |
| ------------------------- | ------------------------ | ---------------------------------- | ---------------------------------------- | --------- |
| Atlético Boca del Río     | Atlético Boca del Río    | Veracruz, Veracruz                 | Instituto Tecnológico de Veracruz        | 1000      |
| Atlético Huejutla         | Atlético Huejutla        | Huejutla, Hidalgo                  | Capitán Antonio Reyes Cabrera "El Tordo" | 1000      |
| Atlético Poza Rica        | Castores Gobrantacto     | Poza Rica, Veracruz                | 18 de Marzo                              | 2000      |
| Garzas Blancas F.C.       | Bucaneros de Matamoros   | Axtla de Terrazas, San Luis Potosí | Municipal Garzas Blancas                 | 1500      |
| Huastecos Axtla           | Guerreros Reynosa        | Axtla de Terrazas, San Luis Potosí | Municipal Garzas Blancas                 | 1500      |
| Orgullo Surtam            | Orgullo Surtam           | Tampico, Tamaulipas                | Tamaulipas                               | 19 667    |
| Sultanes de Tamazunchale  | Sultanes de Tamazunchale | Tamazunchale, San Luis Potosí      | Unidad Deportiva Tamazunchale            | 2000      |
| Tantoyuca F.C.            | Tantoyuca F.C.           | Tantoyuca, Veracruz                | Campo ADA                                | 1000      |
| Deportivo T Tierra Blanca | Papanes de Papantla      | Tierra Blanca, Veracruz            | La Masa                                  | 1000      |
| Venados de Misantla       | Venados de Misantla      | Misantla, Veracruz                 | Unidad Deportiva El Zotoluco             | 1000      |

#### Grupo X
15 equipos de Guanajuato y Querétaro
| Equipo                        | Nombre registrado             | Ciudad                            | Estadio                               | Capacidad | Afiliación           |
| ----------------------------- | ----------------------------- | --------------------------------- | ------------------------------------- | --------- | -------------------- |
| Celaya F.C. TDP (*)           | Celaya F.C. TDP (*)           | Celaya, Guanajuato                | Miguel Alemán Valdés                  | 23 182    | Celaya F.C.          |
| Celaya Linces                 | Celaya Linces                 | Celaya, Guanajuato                | Instituto Tecnológico de Celaya       | 1000      | –                    |
| Delegon Cadereyta             | Cañada CTM F.C.               | Cadereyta, Querétaro              | Unidad Deportiva Cadereyta            | 1500      | –                    |
| Estudiantes de Querétaro      | Estudiantes de Querétaro      | Querétaro, Querétaro              | Casa de la Juventud INDEREQ           | 1000      | –                    |
| F.C. Fundadores               | F.C. Fundadores               | Santa Rosa de Jáuregui, Querétaro | Parque Bicentenario                   | 1000      | –                    |
| Inter Corregidora (*)         | Querétaro 3D                  | Querétaro, Querétaro              | Unidad Deportiva Reforma Lomas        | 1000      | Inter de Querétaro   |
| Inter de Querétaro "B" (*)    | Inter de Querétaro "B" (*)    | Cadereyta, Querétaro              | Unidad Deportiva Cadereyta            | 1500      | Inter de Querétaro   |
| Inter Guanajuato              | Inter Guanajuato              | Guanajuato, Guanajuato            | Arnulfo Vázquez Nieto                 | 1500      | Inter de Querétaro   |
| La Piedad Querétaro           | La Piedad Querétaro           | Querétaro, Querétaro              | El Infiernillo                        | 1000      | –                    |
| Leyenda Chino Estrada         | Mayas F.C.                    | Guanajuato, Guanajuato            | Nieto Piña UG                         | 1000      | –                    |
| Lobos ITECA                   | Lobos ITECA                   | San Luis de la Paz, Guanajuato    | El Internado                          | 1500      | –                    |
| Mineros Querétaro (*)         | Mineros Querétaro (*)         | Colón, Querétaro                  | Universidad CEICKOR                   | 500       | Mineros de Zacatecas |
| C.D. San Juan del Río         | C.D. San Juan del Río         | San Juan del Río, Querétaro       | Unidad Deportiva Norte                | 1000      | –                    |
| San Miguel F.C. International | San Miguel F.C. International | San Miguel de Allende, Guanajuato | Capi Correa                           | 4000      | –                    |
| Titanes de Querétaro          | Titanes de Querétaro          | Santa Rosa de Jáuregui, Querétaro | Universidad Politécnica de Santa Rosa | 500       | –                    |

#### Grupo XI
8 equipos de Michoacán.
| Equipo                  | Nombre registrado       | Ciudad               | Estadio                               | Capacidad | Afiliación          |
| ----------------------- | ----------------------- | -------------------- | ------------------------------------- | --------- | ------------------- |
| Atlético Valladolid     | Atlético Valladolid     | Morelia, Michoacán   | Complejo Deportivo Bicentenario       | 1000      | –                   |
| Bucaneros F.C.          | Bucaneros F.C.          | Maravatío, Michoacán | Unidad Deportiva Melchor Ocampo       | 1000      | –                   |
| Deportivo Zamora F.C.   | Atlético Chavinda       | Zamora, Michoacán    | Unidad Deportiva El Chamizal          | 5000      | –                   |
| Furia Azul F.C.         | Furia Azul F.C.         | Pátzcuaro, Michoacán | Furia Azul                            | 3000      | –                   |
| H2O Purépechas F.C. (*) | H2O Purépechas F.C. (*) | Morelia, Michoacán   | Cancha Anexa Estadio Morelos          | 2000      | Atlético Morelia    |
| Halcones AFU            | Halcones de Zapopan     | Uruapan, Michoacán   | Unidad Deportiva Hermanos López Rayón | 5000      | Halcones de Zapopan |
| Huetamo F.C. (*)        | Degollado F.C.          | Huetamo, Michoacán   | Unidad Deportiva Simón Bolívar        | 1000      | –                   |
| La Piedad Imperial F.C. | La Piedad Imperial F.C. | La Piedad, Michoacán | Club Azteca                           | 1000      | –                   |

#### Grupo XII
14 equipos de Aguascalientes, Durango, Guanajuato, Jalisco, San Luis Potosí y  Zacatecas.
| Equipo                       | Nombre registrado            | Ciudad                           | Estadio                                     | Capacidad | Afiliación           |
| ---------------------------- | ---------------------------- | -------------------------------- | ------------------------------------------- | --------- | -------------------- |
| Atlético Leonés              | Atlético Leonés              | León, Guanajuato                 | Unidad Deportiva Enrique Fernández Martínez | 2000      | –                    |
| Atlético ECCA                | Atlético ECCA                | León, Guanajuato                 | CODE Las Joyas                              | 1000      | –                    |
| Cachorros de León            | Fut-Car                      | León, Guanajuato                 | Instituto Oviedo Campus Náutico             | 500       | –                    |
| Delfines de Abasolo          | Delfines de Abasolo          | Abasolo, Guanajuato              | Municipal Abasolo                           | 2500      | –                    |
| Empresarios del Rincón       | Real Olmeca Sport            | Purísima del Rincón, Guanajuato  | Unidad Deportiva Purísima                   | 1000      | –                    |
| León GEN (*)                 | León GEN (*)                 | Lagos de Moreno, Jalisco         | Centro Deportivo GEN                        | 2000      | Club León            |
| C.F. Jaime Correa            | Escorpiones F.C.             | Durango, Durango                 | CAR Durango                                 | 500       | –                    |
| Mineros de Zacatecas TDP (*) | Mineros de Zacatecas TDP (*) | Guadalupe, Zacatecas             | Unidad Deportiva Guadalupe                  | 500       | Mineros de Zacatecas |
| Necaxa "B" (*)               | Necaxa "B" (*)               | Aguascalientes, Aguascalientes   | Victoria                                    | 23 000    | Club Necaxa          |
| Pabellón F.C.                | Pabellón F.C.                | Aguascalientes, Aguascalientes   | Ferrocarrilero                              | 2000      | –                    |
| Potosinos F.C.               | FC Zacatecas                 | San Luis Potosí, San Luis Potosí | Unidad Deportiva Adolfo López Mateos        | 1000      | –                    |
| Santa Ana del Conde F.C.     | Real Magarí                  | Santa Ana del Conde, Guanajuato  | Campo El Roble                              | 500       | –                    |
| Suré F.C.                    | Suré F.C.                    | León, Guanajuato                 | CODE Las Joyas                              | 500       | –                    |
| UAZ "B" (*)                  | UAZ "B" (*)                  | Zacatecas, Zacatecas             | Universitario Unidad Deportiva Norte        | 5000      | Tuzos UAZ            |

#### Grupo XIII
14 equipos de Jalisco
| Equipo                        | Nombre registrado             | Ciudad                         | Estadio                    | Capacidad | Afiliación         |
| ----------------------------- | ----------------------------- | ------------------------------ | -------------------------- | --------- | ------------------ |
| Acatlán F.C.                  | Acatlán F.C.                  | Zapotlanejo, Jalisco           | Miguel Hidalgo             | 1500      | –                  |
| Agaveros F.C.                 | Agaveros F.C.                 | Tlajomulco de Zúñiga, Jalisco  | Deportivo del Valle        | 1000      | –                  |
| Alteños Acatic (*)            | Alteños Acatic (*)            | Acatic, Jalisco                | Unidad Deportiva Acatic    | 1000      | Tepatitlán F.C.    |
| Aves Blancas                  | Aves Blancas                  | Tepatitlán de Morelos, Jalisco | Corredor Industrial        | 1200      | –                  |
| Caja Oblatos - Furia Roja (*) | Caja Oblatos - Furia Roja (*) | Jesús María, Jalisco           | Ramírez Nogales            | 600       | Caja Oblatos CFD   |
| Gorilas de Juanacatlán        | Gorilas de Juanacatlán        | Juanacatlán, Jalisco           | Club Juanacatlán           | 800       | –                  |
| Leones Negros "C" (*)         | Leones Negros "C" (*)         | Zapopan, Jalisco               | Club Deportivo U. de G.    | 3000      | Leones Negros UdeG |
| C.D. Nacional                 | C.D. Nacional                 | Zapopan, Jalisco               | Club Deportivo Imperio     | 1500      | –                  |
| Pro Camp F.C.                 | Pro Camp F.C.                 | Guadalajara, Jalisco           | Club San Rafael            | 1000      | –                  |
| U.D. Salamanca                | U.D. Salamanca                | Yahualica, Jalisco             | Las Ánimas                 | 12 000    | Salamanca CF UDS   |
| Tapatíos Soccer               | Tapatíos Soccer               | Tlaquepaque, Jalisco           | Colegio Once México        | 3000      | –                  |
| Tecos "B" (*)                 | Tecos "B" (*)                 | Zapopan, Jalisco               | Cancha Anexa Tres de Marzo | 1000      | Tecos F.C.         |
| Tepatitlán F.C. "B" (*)       | Tepatitlán F.C. "B" (*)       | Tepatitlán de Morelos, Jalisco | Tepa Gómez                 | 10 000    | Tepatitlán F.C.    |
| Tornados Tlaquepaque F.C.     | Caja Oblatos CFD "B"          | Tlaquepaque, Jalisco           | Club Maracaná              | 500       | Caja Oblatos CFD   |

#### Grupo XIV
13 equipos de Jalisco.
| Equipo                  | Nombre registrado       | Ciudad                        | Estadio                               | Capacidad | Club de afiliación      |
| ----------------------- | ----------------------- | ----------------------------- | ------------------------------------- | --------- | ----------------------- |
| Alfareros de Tonalá     | Alfareros de Tonalá     | Tonalá, Jalisco               | Unidad Deportiva Revolución Mexicana  | 3000      | -                       |
| C.D. Aviña              | C.D. Aviña              | Zapopan, Jalisco              | Club Deportivo Aviña                  | 1000      | -                       |
| Catedráticos Elite F.C. | Catedráticos Elite F.C. | Etzatlán, Jalisco             | Unidad Deportiva Etzatlán             | 1000      | Petroleros de Salamanca |
| Charales de Chapala     | Charales de Chapala     | Chapala, Jalisco              | Municipal Juan Rayo                   | 1200      | -                       |
| Diablos Tesistán        | Diablos Tesistán        | Zapopan, Jalisco              | Club Diablos Tesistán                 | 1000      | -                       |
| Deportivo Tala          | Volcanes de Colima      | Tala, Jalisco                 | Centro Deportivo Cultural 24 de Marzo | 2000      | -                       |
| S.D. Eibar Mexiko       | Deportivo Cimagol       | Zapopan, Jalisco              | Club Pumas Tesistán                   | 500       | -                       |
| Elite Azteca F.C.       | AFAR Manzanillo         | Zapopan, Jalisco              | Club Deportivo Aviña                  | 1000      | -                       |
| Fénix CFAR              | Fénix CFAR              | San Isidro Mazatepec, Jalisco | La Fortaleza                          | 1000      | -                       |
| Gallos Viejos           | Gallos Viejos           | Zapopan, Jalisco              | Club Pumas Tesistán                   | 500       | -                       |
| Guerreros de Autlán     | Atlético Cocula         | Autlán, Jalisco               | Unidad Deportiva Chapultepec          | 1500      | -                       |
| Mulos del C.D. Oro      | Mulos del C.D. Oro      | Ciudad Guzmán, Jalisco        | Municipal Santa Rosa                  | 4000      | -                       |
| Real Ánimas de Sayula   | Real Ánimas de Sayula   | Sayula, Jalisco               | Gustavo Díaz Ordaz                    | 4000      | -                       |

#### Grupo XV
10 equipos de Jalisco, Nayarit y Sinaloa.
| Equipo                   | Ciudad                   | Estadio                     | Capacidad | Afiliación         |
| ------------------------ | ------------------------ | --------------------------- | --------- | ------------------ |
| Atlético Acaponeta       | Acaponeta, Nayarit       | Unidad Deportiva Acaponeta  | 1000      | –                  |
| Coras F.C. "B" (*)       | Tepic, Nayarit           | Hilario "Diablo" Díaz       | 1000      | Coras F.C.         |
| Dorados "B" (*)          | Culiacán, Sinaloa        | Unidad Deportiva SAGARPA    | 2000      | Dorados de Sinaloa |
| C.D. FuraMochis          | Los Mochis, Sinaloa      | Club FuraMochis             | 1000      | –                  |
| C.D. Halcones de Nayarit | Tepic, Nayarit           | Halcones                    | 500       | –                  |
| Legado del Centenario    | Guadalajara, Jalisco     | Unidad Deportiva Cuauhtémoc | 1000      | –                  |
| Moncaro F.C.             | Amatitán, Jalisco        | 5 de Mayo                   | 1000      | –                  |
| Puerto Vallarta F.C.     | Puerto Vallarta, Jalisco | Ejidal La Preciosa          | 5000      | –                  |
| Tigres de Álica F.C.     | Tepic, Nayarit           | Unidad Deportiva Juanelo    | 1000      | –                  |
| Xalisco F.C.             | Xalisco, Nayarit         | Unidad Deportiva Landareñas | 1500      | –                  |

#### Grupo XVI
13 equipos de Coahuila, Durango, Nuevo León y Tamaulipas.
| Equipo                   | Nombre registrado        | Ciudad                               | Estadio                          | Capacidad | Afiliación             |
| ------------------------ | ------------------------ | ------------------------------------ | -------------------------------- | --------- | ---------------------- |
| C.F. Cadereyta           | C.F. Cadereyta           | Cadereyta, Nuevo León                | Clemente Salinas Netro           | 1000      | –                      |
| Calor Torreón (*)        | Calor Torreón (*)        | Gómez Palacio, Durango               | Unidad Deportiva Gómez Palacio   | 4000      | Club Calor             |
| Correcaminos UAT "C" (*) | Correcaminos UAT "C" (*) | Ciudad Victoria, Tamaulipas          | Profesor Eugenio Alvizo Porras   | 5000      | Correcaminos UAT       |
| Escobedo F.C.            | Real San Cosme           | Escobedo, Nuevo León                 | Unidad Deportiva Lázaro Cárdenas | 1000      | –                      |
| Gallos Nuevo León        | Gallos Nuevo León        | Monterrey, Nuevo León                | Nuevo León Independiente         | 1000      | –                      |
| Gavilanes "B" (*)        | Hogar H. Matamoros       | Matamoros, Tamaulipas                | El Hogar                         | 22 000    | Gavilanes de Matamoros |
| Halcones Saltillo        | San Isidro Laguna        | Saltillo, Coahuila                   | Olímpico Francisco I. Madero     | 7000      | –                      |
| Irritilas F.C.           | Irritilas F.C.           | San Pedro, Coahuila                  | Quinta Ximena                    | 1000      | –                      |
| C.F. Nuevo León          | C.F. Nuevo León          | San Nicolás de los Garza, Nuevo León | Unidad Deportiva Oriente         | 1000      | –                      |
| Saltillo Soccer F.C.     | Saltillo Soccer F.C.     | Saltillo, Coahuila                   | Olímpico Francisco I. Madero     | 7000      | –                      |
| San Pedro 7-10 F.C.      | San Pedro 7-10 F.C.      | San Pedro Garza García, Nuevo León   | Sporti Valle Poniente            | 500       | –                      |
| Santiago F.C. "B" (*)    | Santiago F.C. "B" (*)    | Santiago, Nuevo León                 | El Barrial                       | 1300      | Santiago F.C.          |
| Tigres SD (*)            | Tigres SD (*)            | General Zuazua, Nuevo León           | Instalaciones de Zuazua          | 800       | Tigres UANL            |

#### Grupo XVII
11 equipos de Baja California, Chihuahua y Sonora. El 28 de febrero de 2024 el club Chihuahua F.C. "B" anunció su retiro de la temporada por problemas financieros derivados de una crisis legal por parte de la empresa propietaria del equipo.
| Equipo                       | Ciudad                    | Estadio                            | Capacidad | Afiliación           |
| ---------------------------- | ------------------------- | ---------------------------------- | --------- | -------------------- |
| Búhos UNISON                 | Hermosillo, Sonora        | Miguel Castro Servín               | 7000      | –                    |
| Cachanillas F.C.             | Mexicali, Baja California | Ciudad Deportiva Mexicali          | 4000      | –                    |
| F.C. CEPROFFA                | Ciudad Juárez, Chihuahua  | CEPROFFA                           | 1000      | –                    |
| Chihuahua F.C. "B" (*)       | Chihuahua, Chihuahua      | Olímpico UACH                      | 22 000    | Chihuahua F.C.       |
| Cimarrones de Sonora "C" (*) | Hermosillo, Sonora        | Unidad Deportiva La Milla          | 1000      | Cimarrones de Sonora |
| Cobras Fut Premier           | Ciudad Juárez, Chihuahua  | Complejo Temop Axis                | 500       | –                    |
| Deportivo Etchojoa           | Etchojoa, Sonora          | Trigueros                          | 1500      | –                    |
| La Tribu de Ciudad Juárez    | Ciudad Juárez, Chihuahua  | Complejo La Tribu                  | 1000      | –                    |
| Obson Dynamo F.C.            | Ciudad Obregón, Sonora    | Hundido ITSON                      | 3000      | –                    |
| Tecate F.C.                  | Tecate, Baja California   | Unidad Deportiva Eufrasio Santana  | 2000      | –                    |
| Xolos de Hermosillo (*)      | Hermosillo, Sonora        | Cancha Aarón Gamal Aguirre Fimbres | 1000      | C. Tijuana           |

## Tablas Generales
Fecha de actualización: 20 de abril de 2024

### Grupo I
| Pos. | Equipos                    | PJ | PG | PE | PP | GF | GC | Dif. | Pts. | Pe | Por  |
| ---- | -------------------------- | -- | -- | -- | -- | -- | -- | ---- | ---- | -- | ---- |
| 1.   | Pioneros Junior            | 26 | 18 | 7  | 1  | 70 | 21 | 49   | 63   | 2  | 2.42 |
| 2.   | Inter Playa "B"            | 26 | 17 | 6  | 3  | 58 | 27 | 31   | 60   | 3  | 2.31 |
| 3.   | Deportiva Venados "B"      | 26 | 17 | 6  | 3  | 55 | 16 | 39   | 59   | 2  | 2.27 |
| 4.   | Progreso F.C.              | 26 | 14 | 8  | 4  | 47 | 26 | 21   | 55   | 5  | 2.12 |
| 5.   | Zorros F.C. Puerto Morelos | 26 | 12 | 10 | 4  | 40 | 23 | 17   | 52   | 6  | 2.00 |
| 6.   | Boston Cancún F.C.         | 26 | 14 | 4  | 8  | 49 | 30 | 19   | 48   | 2  | 1.85 |
| 7.   | Mons Calpe Yucatán         | 26 | 13 | 5  | 8  | 28 | 21 | 7    | 46   | 2  | 1.77 |
| 8.   | Felinos 48                 | 26 | 11 | 4  | 11 | 32 | 31 | 1    | 40   | 3  | 1.54 |
| 9.   | Deportivo Chetumal         | 26 | 10 | 2  | 14 | 31 | 46 | -15  | 34   | 2  | 1.31 |
| 10.  | Pampaneros de Champotón    | 26 | 7  | 5  | 14 | 33 | 48 | -15  | 29   | 3  | 1.12 |
| 11.  | Corsarios de Campeche      | 26 | 6  | 5  | 15 | 19 | 43 | -24  | 24   | 1  | 0.92 |
| 12.  | ISG Sport F.C.             | 26 | 3  | 4  | 19 | 14 | 49 | -35  | 15   | 2  | 0.58 |
| 13.  | Campeche F.C.              | 26 | 4  | 2  | 20 | 22 | 54 | -32  | 14   | 0  | 0.54 |
| 14.  | Deportivo Napoli Tabasco   | 26 | 1  | 2  | 23 | 16 | 76 | -70  | 7    | 2  | 0.27 |

Nota: La cantidad de equipos clasificados a la fase final puede variar dependiendo del número de equipos por grupo. Los equipos pueden no clasificar por incumplimiento a reglamento o falta de pagos.
|  | Clasificado para la Fase Final como líder de grupo.                |
|  | Clasificado para la Fase Final.                                    |
|  | Clasificado para la Liguilla de Filiales o sin derecho al ascenso. |
|  | Último de Grupo.                                                   |

### Grupo II
| Pos. | Equipos                     | PJ | PG | PE | PP | GF | GC | Dif. | Pts. | Pe | Por  |
| ---- | --------------------------- | -- | -- | -- | -- | -- | -- | ---- | ---- | -- | ---- |
| 1.   | Dragones de Oaxaca          | 24 | 17 | 4  | 3  | 57 | 18 | 39   | 58   | 3  | 2.42 |
| 2.   | Cruz Azul Lagunas           | 24 | 15 | 5  | 4  | 58 | 25 | 33   | 52   | 2  | 2.17 |
| 3.   | Estudiantes del COBACH F.C. | 24 | 13 | 8  | 3  | 41 | 12 | 29   | 52   | 5  | 2.17 |
| 4.   | Lechuzas UPGCH              | 24 | 14 | 6  | 4  | 44 | 26 | 18   | 49   | 0  | 2.04 |
| 5.   | Universidad del Sureste     | 24 | 13 | 4  | 7  | 51 | 31 | 20   | 45   | 2  | 1.88 |
| 6.   | Alebrijes de Oaxaca "B"     | 24 | 11 | 8  | 5  | 37 | 21 | 16   | 45   | 4  | 1.88 |
| 7.   | Deportivo PROFUTSOCCER      | 24 | 10 | 5  | 9  | 40 | 32 | 8    | 37   | 2  | 1.54 |
| 8.   | Búhos de Oaxaca             | 24 | 7  | 8  | 9  | 37 | 39 | -2   | 34   | 5  | 1.42 |
| 9.   | Academia Dragones F.C.      | 24 | 6  | 6  | 12 | 30 | 46 | -16  | 27   | 3  | 1.13 |
| 10.  | Antequera F.C.              | 24 | 6  | 5  | 13 | 26 | 41 | -15  | 26   | 2  | 1.08 |
| 11.  | Cefor Chiapas               | 24 | 5  | 5  | 14 | 24 | 48 | -24  | 24   | 2  | 1.00 |
| 12.  | Atlético Ixtepec            | 24 | 2  | 4  | 18 | 25 | 71 | -46  | 11   | 1  | 0.46 |
| 13.  | Milenarios de Oaxaca        | 24 | 2  | 2  | 20 | 22 | 83 | -61  | 8    | 0  | 0.33 |

Nota: La cantidad de equipos clasificados a la fase final puede variar dependiendo del número de equipos por grupo. Los equipos pueden no clasificar por incumplimiento a reglamento o falta de pagos.
|  | Clasificado para la Fase Final como líder de grupo.                |
|  | Clasificado para la Fase Final.                                    |
|  | Clasificado para la Liguilla de Filiales o sin derecho al ascenso. |
|  | Último de Grupo.                                                   |

### Grupo III
| Pos. | Equipos                         | PJ | PG | PE | PP | GF | GC  | Dif. | Pts. | Pe | Por  |
| ---- | ------------------------------- | -- | -- | -- | -- | -- | --- | ---- | ---- | -- | ---- |
| 1.   | Delfines UGM                    | 30 | 23 | 5  | 2  | 89 | 24  | 65   | 76   | 2  | 2.53 |
| 2.   | Universidad del Golfo de México | 30 | 22 | 4  | 4  | 84 | 23  | 61   | 72   | 2  | 2.40 |
| 3.   | C.D. Águila Azteca              | 30 | 22 | 3  | 5  | 97 | 24  | 73   | 69   | 0  | 2.30 |
| 4.   | PDLA F.C.                       | 30 | 21 | 3  | 6  | 72 | 29  | 43   | 68   | 2  | 2.27 |
| 5.   | Córdoba F.C.                    | 30 | 19 | 7  | 4  | 64 | 24  | 40   | 68   | 4  | 2.27 |
| 6.   | Caballeros de Córdoba           | 30 | 17 | 7  | 6  | 66 | 26  | 40   | 61   | 2  | 2.03 |
| 7.   | Club Licántropos                | 30 | 14 | 9  | 7  | 78 | 34  | 44   | 56   | 3  | 1.87 |
| 8.   | Diablos Blancos F.C.            | 30 | 15 | 3  | 12 | 53 | 39  | 14   | 50   | 2  | 1.67 |
| 9.   | Atlante Xalapa                  | 30 | 12 | 4  | 14 | 58 | 57  | 1    | 42   | 2  | 1.40 |
| 10.  | Tehuacán de la Franja           | 30 | 9  | 7  | 14 | 30 | 36  | -6   | 37   | 2  | 1.23 |
| 11.  | Reales de Puebla                | 30 | 9  | 4  | 17 | 38 | 46  | -8   | 32   | 1  | 1.07 |
| 12.  | Lobos Puebla                    | 30 | 7  | 4  | 19 | 26 | 82  | -56  | 28   | 2  | 0.93 |
| 13.  | F.C. Los Ángeles                | 30 | 7  | 3  | 20 | 27 | 72  | -45  | 26   | 2  | 0.87 |
| 14.  | Conejos de Tuxtepec             | 30 | 6  | 2  | 22 | 23 | 84  | -61  | 20   | 0  | 0.67 |
| 15.  | Xalapa 777 F.C.                 | 30 | 3  | 2  | 25 | 22 | 102 | -80  | 12   | 1  | 0.40 |
| 16.  | Guerreros de Puebla             | 30 | 0  | 2  | 28 | 9  | 132 | -123 | 3    | 1  | 0.10 |

Nota: La cantidad de equipos clasificados a la fase final puede variar dependiendo del número de equipos por grupo. Los equipos pueden no clasificar por incumplimiento a reglamento o falta de pagos.
|  | Clasificado para la Fase Final como líder de grupo.                |
|  | Clasificado para la Fase Final.                                    |
|  | Clasificado para la Liguilla de Filiales o sin derecho al ascenso. |
|  | Último de Grupo.                                                   |

### Grupo IV
| Pos. | Equipos                 | PJ | PG | PE | PP | GF  | GC | Dif. | Pts. | Pe | Por  |
| ---- | ----------------------- | -- | -- | -- | -- | --- | -- | ---- | ---- | -- | ---- |
| 1.   | C.D. Muxes              | 30 | 25 | 2  | 3  | 110 | 21 | 89   | 79   | 2  | 2.63 |
| 2.   | Aragón F.C.             | 30 | 22 | 6  | 2  | 66  | 19 | 47   | 73   | 1  | 2.43 |
| 3.   | Oceanía F.C.            | 30 | 19 | 4  | 7  | 49  | 25 | 24   | 64   | 3  | 2.13 |
| 4.   | F.C. Juárez "B"         | 30 | 18 | 6  | 6  | 65  | 22 | 43   | 63   | 3  | 2.10 |
| 5.   | F.C. Politécnico        | 30 | 17 | 7  | 6  | 54  | 30 | 24   | 61   | 3  | 2.03 |
| 6.   | C.D. Cuervos Blancos    | 30 | 16 | 4  | 10 | 68  | 39 | 29   | 54   | 2  | 1.80 |
| 7.   | CDC Domínguez Osos      | 30 | 16 | 2  | 12 | 48  | 36 | 12   | 50   | 0  | 1.67 |
| 8.   | Álamos F.C.             | 30 | 11 | 8  | 11 | 43  | 45 | -2   | 48   | 5  | 1.60 |
| 9.   | Cefor Cuauhtémoc Blanco | 30 | 9  | 9  | 12 | 44  | 42 | 2    | 43   | 6  | 1.43 |
| 10.  | Halcones de Rayón       | 30 | 8  | 5  | 17 | 31  | 55 | -24  | 32   | 3  | 1.07 |
| 11.  | Atlético Mexicano       | 30 | 7  | 6  | 17 | 35  | 66 | -31  | 31   | 3  | 1.03 |
| 12.  | Cefor Mario Gálvez      | 30 | 8  | 6  | 16 | 34  | 47 | -13  | 30   | 0  | 1.00 |
| 13.  | Cefor Muxes             | 30 | 7  | 6  | 17 | 39  | 68 | -29  | 29   | 2  | 0.97 |
| 14.  | Aztecas AMF Soccer      | 30 | 8  | 4  | 18 | 29  | 66 | -37  | 29   | 1  | 0.97 |
| 15.  | Novillos Neza           | 30 | 6  | 5  | 19 | 32  | 96 | -64  | 25   | 2  | 0.83 |
| 16.  | Cefor Mexiquense        | 30 | 1  | 4  | 25 | 14  | 84 | -70  | 9    | 2  | 0.30 |

Nota: La cantidad de equipos clasificados a la fase final puede variar dependiendo del número de equipos por grupo. Los equipos pueden no clasificar por incumplimiento a reglamento o falta de pagos.
|  | Clasificado para la Fase Final como líder de grupo.                |
|  | Clasificado para la Fase Final.                                    |
|  | Clasificado para la Liguilla de Filiales o sin derecho al ascenso. |
|  | Último de Grupo.                                                   |

### Grupo V
| Pos. | Equipos                            | PJ | PG | PE | PP | GF  | GC | Dif. | Pts. | Pe | Por  |
| ---- | ---------------------------------- | -- | -- | -- | -- | --- | -- | ---- | ---- | -- | ---- |
| 1.   | Cordobés F.C.                      | 30 | 25 | 3  | 2  | 104 | 18 | 86   | 80   | 2  | 2.67 |
| 2.   | Guerreros DD                       | 30 | 15 | 12 | 3  | 54  | 30 | 24   | 65   | 8  | 2.17 |
| 3.   | Héroes de Zaci                     | 30 | 16 | 9  | 5  | 61  | 25 | 36   | 63   | 5  | 2.10 |
| 4.   | Arietes F.C.                       | 30 | 19 | 5  | 6  | 66  | 35 | 31   | 63   | 1  | 2.10 |
| 5.   | Academia Mineros CDMX              | 30 | 16 | 7  | 7  | 62  | 37 | 25   | 58   | 3  | 1.93 |
| 6.   | Deportivo Independiente Mexiquense | 30 | 13 | 7  | 10 | 50  | 35 | 15   | 50   | 4  | 1.67 |
| 7.   | Sangre de Campeón                  | 30 | 13 | 6  | 11 | 47  | 47 | 0    | 47   | 2  | 1.57 |
| 8.   | C.D.C. Olimpo                      | 30 | 11 | 7  | 12 | 32  | 40 | -8   | 44   | 4  | 1.47 |
| 9.   | Ecatepec F.C.                      | 30 | 10 | 9  | 11 | 44  | 44 | 0    | 42   | 3  | 1.40 |
| 10.  | Club CARSAF                        | 30 | 10 | 5  | 15 | 44  | 59 | -15  | 38   | 3  | 1.27 |
| 11.  | Club Unión F.C.                    | 30 | 9  | 6  | 15 | 34  | 61 | -27  | 34   | 1  | 1.13 |
| 12.  | Cuemanco F.C.                      | 30 | 7  | 6  | 17 | 47  | 79 | -32  | 31   | 4  | 1.03 |
| 13.  | Cañoneros F.C. "B"                 | 30 | 7  | 5  | 18 | 32  | 75 | -43  | 30   | 4  | 1.00 |
| 14.  | Coyotes Neza                       | 30 | 7  | 5  | 18 | 42  | 65 | -23  | 29   | 3  | 0.97 |
| 15.  | CILESI F.C.                        | 30 | 6  | 4  | 20 | 35  | 61 | -26  | 25   | 3  | 0.83 |
| 16.  | Escuela Necaxa Coyoacán            | 30 | 5  | 6  | 19 | 39  | 85 | -46  | 21   | 0  | 0.70 |

Nota: La cantidad de equipos clasificados a la fase final puede variar dependiendo del número de equipos por grupo. Los equipos pueden no clasificar por incumplimiento a reglamento o falta de pagos.
|  | Clasificado para la Fase Final como líder de grupo.                |
|  | Clasificado para la Fase Final.                                    |
|  | Clasificado para la Liguilla de Filiales o sin derecho al ascenso. |
|  | Último de Grupo.                                                   |

### Grupo VI
| Pos. | Equipos                | PJ | PG | PE | PP | GF | GC | Dif. | Pts. | Pe | Por  |
| ---- | ---------------------- | -- | -- | -- | -- | -- | -- | ---- | ---- | -- | ---- |
| 1.   | Artesanos Metepec "B"  | 22 | 19 | 1  | 2  | 61 | 14 | 47   | 58   | 0  | 2.64 |
| 2.   | Orishas Tepeji F.C.    | 22 | 16 | 3  | 3  | 51 | 18 | 33   | 54   | 3  | 2.45 |
| 3.   | Deportivo Toluca "B"   | 22 | 15 | 3  | 4  | 60 | 23 | 37   | 50   | 2  | 2.27 |
| 4.   | C.F. Estudiantes       | 22 | 13 | 6  | 3  | 46 | 17 | 29   | 47   | 2  | 2.14 |
| 5.   | Panteras Neza          | 22 | 13 | 2  | 7  | 38 | 21 | 17   | 42   | 1  | 1.91 |
| 6.   | Leones Huixquilucan    | 22 | 9  | 4  | 9  | 28 | 29 | -1   | 35   | 4  | 1.59 |
| 7.   | Tenancingo F.C.        | 22 | 10 | 3  | 9  | 29 | 29 | 0    | 34   | 1  | 1.55 |
| 8.   | FORMAFUTINTEGRAL       | 22 | 7  | 4  | 11 | 22 | 33 | -11  | 25   | 0  | 1.14 |
| 9.   | Proyecto México Soccer | 22 | 6  | 4  | 12 | 27 | 35 | -8   | 24   | 2  | 1.09 |
| 10.  | Deportivo Polotitlán   | 22 | 2  | 4  | 16 | 18 | 63 | -45  | 12   | 1  | 0.55 |
| 11.  | Ciervos F.C. "B"       | 22 | 3  | 1  | 18 | 13 | 62 | -49  | 10   | 0  | 0.45 |
| 12.  | Eurosoccer F.C.        | 22 | 1  | 1  | 20 | 10 | 59 | -49  | 5    | 1  | 0.23 |

Nota: La cantidad de equipos clasificados a la fase final puede variar dependiendo del número de equipos por grupo. Los equipos pueden no clasificar por incumplimiento a reglamento o falta de pagos.
|  | Clasificado para la Fase Final como líder de grupo.                |
|  | Clasificado para la Fase Final.                                    |
|  | Clasificado para la Liguilla de Filiales o sin derecho al ascenso. |
|  | Último de Grupo.                                                   |

### Grupo VII
| Pos. | Equipos               | PJ | PG | PE | PP | GF | GC | Dif. | Pts. | Pe | Por  |
| ---- | --------------------- | -- | -- | -- | -- | -- | -- | ---- | ---- | -- | ---- |
| 1.   | C.D. Yautepec         | 20 | 13 | 5  | 2  | 51 | 15 | 36   | 47   | 3  | 2.35 |
| 2.   | Caudillos Zapata      | 20 | 13 | 5  | 2  | 33 | 10 | 23   | 46   | 2  | 2.30 |
| 3.   | Tigres Yautepec       | 20 | 13 | 4  | 3  | 41 | 15 | 26   | 45   | 2  | 2.25 |
| 4.   | Águilas UAGro         | 20 | 13 | 3  | 4  | 53 | 18 | 35   | 43   | 1  | 2.15 |
| 5.   | Selva Cañera          | 20 | 9  | 3  | 7  | 25 | 18 | 7    | 32   | 2  | 1.60 |
| 6.   | Academia Cuextlán     | 20 | 8  | 3  | 9  | 29 | 39 | -10  | 28   | 1  | 1.40 |
| 7.   | Arroceros Jojutla     | 20 | 5  | 3  | 12 | 17 | 37 | -20  | 20   | 2  | 1.00 |
| 8.   | Calentanos F.C.       | 20 | 6  | 2  | 12 | 12 | 42 | -30  | 20   | 0  | 1.00 |
| 9.   | Tlapa F.C.            | 20 | 5  | 2  | 13 | 18 | 35 | -17  | 19   | 2  | 0.95 |
| 10.  | Atlético Real Morelos | 20 | 3  | 5  | 12 | 19 | 35 | -16  | 15   | 1  | 0.75 |
| 11.  | Iguala F.C.           | 20 | 3  | 3  | 14 | 8  | 43 | -35  | 15   | 3  | 0.75 |

Nota: La cantidad de equipos clasificados a la fase final puede variar dependiendo del número de equipos por grupo. Los equipos pueden no clasificar por incumplimiento a reglamento o falta de pagos.
|  | Clasificado para la Fase Final como líder de grupo.                |
|  | Clasificado para la Fase Final.                                    |
|  | Clasificado para la Liguilla de Filiales o sin derecho al ascenso. |
|  | Último de Grupo.                                                   |

### Grupo VIII
| Pos. | Equipos                | PJ | PG | PE | PP | GF | GC | Dif. | Pts. | Pe | Por  |
| ---- | ---------------------- | -- | -- | -- | -- | -- | -- | ---- | ---- | -- | ---- |
| 1.   | Faraones de Texcoco    | 22 | 16 | 3  | 3  | 55 | 18 | 37   | 53   | 3  | 2.41 |
| 2.   | Sk Sport F.C.          | 22 | 15 | 3  | 4  | 64 | 25 | 39   | 51   | 2  | 2.32 |
| 3.   | UFD Tuzos Pachuca      | 22 | 13 | 4  | 5  | 57 | 25 | 32   | 45   | 2  | 2.05 |
| 4.   | Atlético Tulancingo    | 22 | 14 | 2  | 6  | 44 | 26 | 18   | 45   | 1  | 2.05 |
| 5.   | Halcones Negros F.C.   | 22 | 10 | 7  | 5  | 54 | 36 | 18   | 39   | 2  | 1.77 |
| 6.   | C.F. Pachuca "C"       | 22 | 9  | 8  | 5  | 52 | 23 | 29   | 37   | 2  | 1.68 |
| 7.   | Atlético Toltecas      | 22 | 10 | 1  | 11 | 37 | 43 | -6   | 32   | 1  | 1.45 |
| 8.   | Bombarderos de Tecámac | 22 | 6  | 8  | 8  | 28 | 30 | -2   | 31   | 5  | 1.41 |
| 9.   | Club Hidalguense       | 22 | 6  | 5  | 11 | 31 | 38 | -7   | 25   | 2  | 1.14 |
| 10.  | Unión Astros F.C.      | 22 | 4  | 3  | 15 | 19 | 63 | -44  | 17   | 2  | 0.77 |
| 11.  | Lilo F.C.              | 22 | 4  | 1  | 17 | 25 | 83 | -58  | 13   | 0  | 0.59 |
| 12.  | Águilas de Teotihuacán | 22 | 1  | 3  | 18 | 20 | 74 | -54  | 7    | 1  | 0.32 |

Nota: La cantidad de equipos clasificados a la fase final puede variar dependiendo del número de equipos por grupo. Los equipos pueden no clasificar por incumplimiento a reglamento o falta de pagos.
|  | Clasificado para la Fase Final como líder de grupo.                |
|  | Clasificado para la Fase Final.                                    |
|  | Clasificado para la Liguilla de Filiales o sin derecho al ascenso. |
|  | Último de Grupo.                                                   |

### Grupo IX
| Pos. | Equipos                   | PJ | PG | PE | PP | GF | GC | Dif. | Pts. | Pe | Por  |
| ---- | ------------------------- | -- | -- | -- | -- | -- | -- | ---- | ---- | -- | ---- |
| 1.   | Orgullo Surtam            | 26 | 21 | 4  | 1  | 66 | 15 | 51   | 69   | 2  | 2.65 |
| 2.   | Garzas Blancas F.C.       | 26 | 21 | 3  | 2  | 57 | 23 | 34   | 68   | 2  | 2.62 |
| 3.   | Venados de Misantla       | 26 | 15 | 4  | 7  | 43 | 22 | 21   | 50   | 1  | 1.92 |
| 4.   | Sultanes de Tamazunchale  | 26 | 14 | 2  | 9  | 47 | 36 | 11   | 48   | 1  | 1.85 |
| 5.   | Atlético Poza Rica        | 26 | 10 | 4  | 12 | 40 | 43 | -3   | 36   | 2  | 1.38 |
| 6.   | Tantoyuca F.C.            | 25 | 9  | 3  | 13 | 27 | 40 | -13  | 32   | 2  | 1.28 |
| 7.   | Deportivo T Tierra Blanca | 26 | 7  | 6  | 13 | 41 | 59 | -18  | 31   | 4  | 1.19 |
| 8.   | Atlético Boca del Río     | 26 | 7  | 1  | 18 | 24 | 48 | -44  | 22   | 0  | 0.85 |
| 9.   | Huastecos Axtla           | 23 | 4  | 1  | 18 | 14 | 33 | -19  | 13   | 0  | 0.57 |
| 10.  | Atlético Huejutla         | 16 | 0  | 0  | 16 | 0  | 16 | -16  | 0    | 0  | 0.00 |

Nota: La cantidad de equipos clasificados a la fase final puede variar dependiendo del número de equipos por grupo. Los equipos pueden no clasificar por incumplimiento a reglamento o falta de pagos.
|  | Clasificado para la Fase Final como líder de grupo.                |
|  | Clasificado para la Fase Final.                                    |
|  | Clasificado para la Liguilla de Filiales o sin derecho al ascenso. |
|  | Último de Grupo.                                                   |

### Grupo X
| Pos. | Equipos                       | PJ | PG | PE | PP | GF | GC | Dif. | Pts. | Pe | Por  |
| ---- | ----------------------------- | -- | -- | -- | -- | -- | -- | ---- | ---- | -- | ---- |
| 1.   | Titanes de Querétaro          | 28 | 18 | 7  | 3  | 53 | 20 | 33   | 65   | 4  | 2.32 |
| 2.   | Mineros Querétaro             | 28 | 15 | 10 | 3  | 75 | 28 | 47   | 61   | 5  | 2.18 |
| 3.   | Celaya Linces                 | 28 | 16 | 6  | 6  | 49 | 30 | 19   | 57   | 3  | 2.04 |
| 4.   | La Piedad F.C. Querétaro      | 28 | 16 | 6  | 6  | 60 | 35 | 25   | 56   | 2  | 2.00 |
| 5.   | Inter de Querétaro "B"        | 28 | 14 | 8  | 6  | 66 | 28 | 38   | 55   | 5  | 1.96 |
| 6.   | Estudiantes de Querétaro      | 28 | 16 | 3  | 8  | 58 | 31 | 27   | 55   | 3  | 1.96 |
| 7.   | Celaya F.C. TDP               | 28 | 15 | 6  | 7  | 87 | 37 | 50   | 54   | 3  | 1.93 |
| 8.   | Lobos ITECA                   | 28 | 12 | 5  | 11 | 54 | 52 | 2    | 44   | 3  | 1.57 |
| 9.   | Club Fundadores               | 28 | 9  | 8  | 11 | 51 | 47 | 4    | 39   | 4  | 1.39 |
| 10.  | C.D. San Juan del Río         | 28 | 9  | 5  | 14 | 29 | 53 | -24  | 36   | 4  | 1.29 |
| 11.  | San Miguel F.C. Internacional | 28 | 7  | 5  | 16 | 25 | 58 | -33  | 27   | 1  | 0.96 |
| 12.  | Leyenda Chino Estrada         | 28 | 4  | 10 | 14 | 25 | 62 | -37  | 26   | 4  | 0.93 |
| 13.  | Inter Corregidora             | 28 | 4  | 8  | 16 | 19 | 51 | -32  | 24   | 4  | 0.86 |
| 14.  | Inter Guanajuato              | 28 | 5  | 5  | 18 | 20 | 61 | -41  | 20   | 0  | 0.71 |
| 15.  | Delegon Cadereyta             | 28 | 3  | 1  | 24 | 17 | 94 | -77  | 11   | 1  | 0.39 |

Nota: La cantidad de equipos clasificados a la fase final puede variar dependiendo del número de equipos por grupo. Los equipos pueden no clasificar por incumplimiento a reglamento o falta de pagos.
|  | Clasificado para la Fase Final como líder de grupo.                |
|  | Clasificado para la Fase Final.                                    |
|  | Clasificado para la Liguilla de Filiales o sin derecho al ascenso. |
|  | Último de Grupo.                                                   |

### Grupo XI
| Pos. | Equipos                 | PJ | PG | PE | PP | GF | GC | Dif. | Pts. | Pe | Por  |
| ---- | ----------------------- | -- | -- | -- | -- | -- | -- | ---- | ---- | -- | ---- |
| 1.   | Deportivo Zamora F.C.   | 21 | 16 | 2  | 3  | 65 | 16 | 49   | 51   | 1  | 2.43 |
| 2.   | H2O Purépechas F.C.     | 21 | 12 | 5  | 4  | 51 | 27 | 24   | 45   | 4  | 2.14 |
| 3.   | Bucaneros F.C.          | 21 | 13 | 3  | 5  | 66 | 28 | 38   | 43   | 1  | 2.05 |
| 4.   | Halcones AFU            | 21 | 10 | 5  | 6  | 48 | 29 | 19   | 38   | 3  | 1.81 |
| 5.   | La Piedad Imperial F.C. | 21 | 10 | 3  | 8  | 29 | 32 | -3   | 34   | 1  | 1.62 |
| 6.   | Huetamo F.C.            | 21 | 6  | 3  | 12 | 27 | 55 | -28  | 22   | 1  | 1.05 |
| 7.   | Furia Azul F.C.         | 21 | 1  | 6  | 14 | 18 | 47 | -29  | 12   | 3  | 0.57 |
| 8.   | Atlético Valladolid     | 21 | 1  | 3  | 17 | 15 | 85 | -70  | 7    | 1  | 0.33 |

Nota: La cantidad de equipos clasificados a la fase final puede variar dependiendo del número de equipos por grupo. Los equipos pueden no clasificar por incumplimiento a reglamento o falta de pagos.
|  | Clasificado para la Fase Final como líder de grupo.                |
|  | Clasificado para la Fase Final.                                    |
|  | Clasificado para la Liguilla de Filiales o sin derecho al ascenso. |
|  | Último de Grupo.                                                   |

### Grupo XII
| Pos. | Equipos                     | PJ | PG | PE | PP | GF | GC | Dif. | Pts. | Pe | Por  |
| ---- | --------------------------- | -- | -- | -- | -- | -- | -- | ---- | ---- | -- | ---- |
| 1.   | Delfines de Abasolo         | 26 | 18 | 5  | 3  | 56 | 21 | 35   | 63   | 4  | 2.42 |
| 2.   | Club Necaxa "B"             | 26 | 16 | 6  | 4  | 54 | 21 | 33   | 57   | 2  | 2.19 |
| 3.   | Potosinos F.C.              | 26 | 16 | 5  | 5  | 59 | 27 | 32   | 56   | 3  | 2.15 |
| 4.   | Atlético Leonés             | 26 | 16 | 4  | 6  | 55 | 23 | 32   | 55   | 3  | 2.12 |
| 5.   | UAZ "B"                     | 26 | 14 | 5  | 7  | 48 | 27 | 21   | 50   | 3  | 1.92 |
| 6.   | Mineros de Zacatecas TDP    | 26 | 12 | 7  | 7  | 45 | 34 | 11   | 47   | 4  | 1.81 |
| 7.   | Cachorros de León           | 26 | 13 | 7  | 6  | 46 | 35 | 11   | 46   | 0  | 1.77 |
| 8.   | Suré F.C.                   | 26 | 10 | 7  | 9  | 36 | 31 | 5    | 41   | 4  | 1.58 |
| 9.   | Empresarios del Rincón F.C. | 26 | 8  | 6  | 12 | 35 | 40 | -5   | 33   | 2  | 1.27 |
| 10.  | Pabellón F.C.               | 26 | 9  | 2  | 15 | 40 | 57 | -17  | 30   | 1  | 1.15 |
| 11.  | Santa Ana del Conde F.C.    | 26 | 7  | 1  | 18 | 22 | 80 | -58  | 23   | 1  | 0.88 |
| 12.  | León GEN                    | 26 | 6  | 2  | 18 | 28 | 66 | -38  | 20   | 0  | 0.77 |
| 13.  | Atlético ECCA               | 26 | 4  | 4  | 18 | 31 | 62 | -31  | 18   | 2  | 0.69 |
| 14.  | C.F. Jaime Correa           | 26 | 2  | 1  | 23 | 6  | 38 | -32  | 7    | 0  | 0.27 |

Nota: La cantidad de equipos clasificados a la fase final puede variar dependiendo del número de equipos por grupo. Los equipos pueden no clasificar por incumplimiento a reglamento o falta de pagos.
|  | Clasificado para la Fase Final como líder de grupo.                |
|  | Clasificado para la Fase Final.                                    |
|  | Clasificado para la Liguilla de Filiales o sin derecho al ascenso. |
|  | Último de Grupo.                                                   |

### Grupo XIII
| Pos. | Equipos                   | PJ | PG | PE | PP | GF | GC | Dif. | Pts. | Pe | Por  |
| ---- | ------------------------- | -- | -- | -- | -- | -- | -- | ---- | ---- | -- | ---- |
| 1.   | Gorilas de Juanacatlán    | 26 | 20 | 3  | 3  | 64 | 20 | 44   | 64   | 1  | 2.46 |
| 2.   | Acatlán F.C.              | 26 | 19 | 4  | 3  | 61 | 23 | 38   | 64   | 3  | 2.46 |
| 3.   | Leones Negros "C"         | 26 | 16 | 6  | 4  | 48 | 27 | 21   | 58   | 4  | 2.24 |
| 4.   | Tapatíos Soccer           | 26 | 14 | 6  | 6  | 51 | 30 | 21   | 50   | 2  | 1.92 |
| 5.   | C.D. Aves Blancas         | 26 | 12 | 7  | 7  | 48 | 28 | 20   | 47   | 4  | 1.81 |
| 6.   | Tepatitlán F.C. "B"       | 26 | 12 | 6  | 8  | 34 | 25 | 9    | 43   | 1  | 1.65 |
| 7.   | Tecos F.C. "B"            | 26 | 11 | 4  | 11 | 33 | 41 | -8   | 41   | 3  | 1.58 |
| 8.   | Pro Camp F.C.             | 26 | 9  | 5  | 11 | 30 | 34 | -4   | 38   | 5  | 1.46 |
| 9.   | Tornados Tlaquepaque F.C. | 26 | 10 | 4  | 11 | 28 | 30 | -2   | 35   | 1  | 1.35 |
| 10.  | Alteños Acatic            | 26 | 5  | 10 | 11 | 27 | 37 | -10  | 30   | 5  | 1.15 |
| 11.  | U.D. Salamanca            | 26 | 9  | 2  | 15 | 43 | 66 | -23  | 30   | 1  | 1.15 |
| 12.  | C.D. Nacional             | 26 | 5  | 5  | 16 | 18 | 41 | -23  | 21   | 1  | 0.81 |
| 13.  | Caja Oblatos - Furia Roja | 26 | 4  | 1  | 21 | 31 | 67 | -36  | 13   | 0  | 0.50 |
| 14.  | Agaveros F.C.             | 26 | 3  | 2  | 21 | 18 | 67 | -49  | 12   | 1  | 0.46 |

Nota: La cantidad de equipos clasificados a la fase final puede variar dependiendo del número de equipos por grupo. Los equipos pueden no clasificar por incumplimiento a reglamento o falta de pagos.
|  | Clasificado para la Fase Final como líder de grupo.                |
|  | Clasificado para la Fase Final.                                    |
|  | Clasificado para la Liguilla de Filiales o sin derecho al ascenso. |
|  | Último de Grupo.                                                   |

### Grupo XIV
| Pos. | Equipos                 | PJ | PG | PE | PP | GF | GC | Dif. | Pts. | Pe | Por  |
| ---- | ----------------------- | -- | -- | -- | -- | -- | -- | ---- | ---- | -- | ---- |
| 1.   | Diablos Tesistán        | 24 | 19 | 2  | 3  | 67 | 19 | 48   | 61   | 2  | 2.54 |
| 2.   | Guerreros de Autlán     | 24 | 20 | 0  | 4  | 63 | 20 | 43   | 60   | 0  | 2.50 |
| 3.   | Deportivo Tala          | 24 | 15 | 4  | 5  | 64 | 29 | 35   | 52   | 3  | 2.17 |
| 4.   | C.D. Aviña              | 24 | 14 | 4  | 6  | 57 | 23 | 34   | 48   | 2  | 2.00 |
| 5.   | Charales de Chapala     | 24 | 13 | 6  | 5  | 39 | 25 | 14   | 48   | 3  | 2.00 |
| 6.   | Alfareros de Tonalá     | 24 | 9  | 5  | 10 | 33 | 30 | 3    | 34   | 2  | 1.42 |
| 7.   | Elite Azteca F.C.       | 24 | 8  | 6  | 10 | 23 | 31 | -8   | 34   | 4  | 1.42 |
| 8.   | Real Ánimas de Sayula   | 24 | 11 | 1  | 12 | 42 | 53 | -11  | 34   | 0  | 1.42 |
| 9.   | Catedráticos Elite F.C. | 24 | 8  | 5  | 11 | 38 | 39 | -1   | 30   | 1  | 1.25 |
| 10.  | Gallos Viejos           | 24 | 8  | 2  | 14 | 29 | 35 | -6   | 28   | 2  | 1.17 |
| 11.  | Fénix CFAR              | 24 | 4  | 3  | 17 | 23 | 57 | -34  | 17   | 2  | 0.71 |
| 12.  | Mulos del C.D. Oro      | 24 | 5  | 1  | 18 | 23 | 68 | -45  | 16   | 0  | 0.67 |
| 13.  | S.D. Eibar Mexiko       | 24 | 1  | 3  | 20 | 15 | 88 | -73  | 6    | 0  | 0.25 |

Nota: La cantidad de equipos clasificados a la fase final puede variar dependiendo del número de equipos por grupo. Los equipos pueden no clasificar por incumplimiento a reglamento o falta de pagos.
|  | Clasificado para la Fase Final como líder de grupo.                |
|  | Clasificado para la Fase Final.                                    |
|  | Clasificado para la Liguilla de Filiales o sin derecho al ascenso. |
|  | Último de Grupo.                                                   |

### Grupo XV
| Pos. | Equipos                    | PJ | PG | PE | PP | GF | GC | Dif. | Pts. | Pe | Por  |
| ---- | -------------------------- | -- | -- | -- | -- | -- | -- | ---- | ---- | -- | ---- |
| 1.   | Tigres de Álica F.C.       | 27 | 22 | 3  | 2  | 56 | 16 | 40   | 70   | 1  | 2.59 |
| 2.   | Xalisco F.C.               | 27 | 17 | 4  | 6  | 52 | 21 | 31   | 57   | 2  | 2.11 |
| 3.   | Dorados de Sinaloa "B"     | 27 | 16 | 6  | 5  | 62 | 34 | 28   | 57   | 3  | 2.11 |
| 4.   | C.D. FuraMochis            | 27 | 15 | 7  | 5  | 54 | 29 | 25   | 55   | 3  | 2.04 |
| 5.   | Club Legado del Centenario | 27 | 13 | 7  | 7  | 55 | 35 | 20   | 52   | 6  | 1.93 |
| 6.   | C.D. Halcones de Nayarit   | 27 | 9  | 6  | 12 | 35 | 35 | 0    | 35   | 2  | 1.30 |
| 7.   | Atlético Acaponeta         | 27 | 8  | 4  | 15 | 43 | 55 | -12  | 32   | 4  | 1.19 |
| 8.   | Puerto Vallarta F.C.       | 27 | 4  | 5  | 18 | 25 | 67 | -42  | 19   | 2  | 0.70 |
| 9.   | Coras F.C. "B"             | 27 | 4  | 3  | 20 | 18 | 63 | -45  | 16   | 1  | 0.59 |
| 10.  | Moncaro F.C.               | 27 | 3  | 3  | 21 | 26 | 62 | -36  | 12   | 0  | 0.44 |

Nota: La cantidad de equipos clasificados a la fase final puede variar dependiendo del número de equipos por grupo. Los equipos pueden no clasificar por incumplimiento a reglamento o falta de pagos.
|  | Clasificado para la Fase Final como líder de grupo.                |
|  | Clasificado para la Fase Final.                                    |
|  | Clasificado para la Liguilla de Filiales o sin derecho al ascenso. |
|  | Último de Grupo.                                                   |

### Grupo XVI
| Pos. | Equipos                    | PJ | PG | PE | PP | GF | GC | Dif. | Pts. | Pe | Por  |
| ---- | -------------------------- | -- | -- | -- | -- | -- | -- | ---- | ---- | -- | ---- |
| 1.   | C.F. Cadereyta             | 24 | 17 | 4  | 2  | 60 | 12 | 48   | 58   | 2  | 2.42 |
| 2.   | Gavilanes de Matamoros "B" | 24 | 15 | 4  | 5  | 47 | 25 | 22   | 52   | 3  | 2.17 |
| 3.   | Santiago F.C. "B"          | 24 | 12 | 8  | 4  | 38 | 23 | 15   | 50   | 6  | 2.08 |
| 4.   | Saltillo Soccer F.C.       | 24 | 15 | 4  | 6  | 38 | 23 | 15   | 50   | 4  | 2.08 |
| 5.   | Irritilas F.C.             | 24 | 12 | 7  | 5  | 47 | 26 | 21   | 45   | 2  | 1.88 |
| 6.   | Tigres SD                  | 24 | 10 | 5  | 9  | 28 | 26 | 2    | 39   | 4  | 1.63 |
| 7.   | Correcaminos UAT "C"       | 24 | 8  | 9  | 6  | 30 | 27 | 3    | 37   | 3  | 1.54 |
| 8.   | Calor Torreón              | 24 | 8  | 4  | 11 | 30 | 33 | -3   | 31   | 2  | 1.29 |
| 9.   | Halcones de Saltillo       | 24 | 7  | 4  | 13 | 34 | 49 | -15  | 26   | 1  | 1.08 |
| 10.  | San Pedro 7-10 F.C.        | 24 | 5  | 5  | 14 | 24 | 45 | -21  | 22   | 2  | 0.92 |
| 11.  | Escobedo F.C.              | 24 | 5  | 5  | 14 | 21 | 43 | -22  | 22   | 2  | 0.92 |
| 12.  | C.F. Gallos Nuevo León     | 24 | 4  | 4  | 16 | 17 | 47 | -30  | 18   | 2  | 0.75 |
| 13.  | C.F. Nuevo León            | 24 | 3  | 6  | 15 | 18 | 53 | -35  | 18   | 3  | 0.75 |

Nota: La cantidad de equipos clasificados a la fase final puede variar dependiendo del número de equipos por grupo. Los equipos pueden no clasificar por incumplimiento a reglamento o falta de pagos.
|  | Clasificado para la Fase Final como líder de grupo.                |
|  | Clasificado para la Fase Final.                                    |
|  | Clasificado para la Liguilla de Filiales o sin derecho al ascenso. |
|  | Último de Grupo.                                                   |

### Grupo XVII
| Pos. | Equipos                       | PJ | PG | PE | PP | GF | GC | Dif. | Pts. | Pe | Por  |
| ---- | ----------------------------- | -- | -- | -- | -- | -- | -- | ---- | ---- | -- | ---- |
| 1.   | Cimarrones de Sonora "C"      | 18 | 14 | 4  | 0  | 45 | 13 | 32   | 50   | 4  | 2.78 |
| 2.   | Deportivo Etchojoa            | 18 | 11 | 4  | 3  | 41 | 17 | 24   | 39   | 2  | 2.17 |
| 3.   | La Tribu de Ciudad Juárez     | 18 | 11 | 4  | 3  | 41 | 17 | 24   | 37   | 3  | 2.06 |
| 4.   | Xolos de Hermosillo           | 18 | 8  | 3  | 7  | 26 | 25 | 1    | 29   | 2  | 1.61 |
| 5.   | Obson Dynamo F.C.             | 18 | 7  | 4  | 7  | 20 | 21 | -1   | 27   | 2  | 1.50 |
| 6.   | F.C. CEPROFFA                 | 18 | 6  | 6  | 6  | 19 | 28 | -9   | 26   | 2  | 1.44 |
| 7.   | Búhos UNISON                  | 18 | 4  | 8  | 6  | 19 | 20 | -1   | 23   | 3  | 1.28 |
| 8.   | Tecate F.C.                   | 18 | 2  | 4  | 12 | 11 | 32 | -21  | 13   | 2  | 0.72 |
| 9.   | Cachanillas F.C.              | 18 | 3  | 3  | 12 | 18 | 40 | -22  | 13   | 1  | 0.72 |
| 10.  | Cobras Fútbol Premier         | 18 | 2  | 4  | 12 | 18 | 45 | -27  | 10   | 0  | 0.56 |
| 11.  | Chihuahua F.C. "B" (Retirado) | 0  | 0  | 0  | 0  | 0  | 0  | 0    | 0    | 0  | 0.00 |

Nota: La cantidad de equipos clasificados a la fase final puede variar dependiendo del número de equipos por grupo. Los equipos pueden no clasificar por incumplimiento a reglamento o falta de pagos.
|  | Clasificado para la Fase Final como líder de grupo.                |
|  | Clasificado para la Fase Final.                                    |
|  | Clasificado para la Liguilla de Filiales o sin derecho al ascenso. |
|  | Último de Grupo.                                                   |

## Liguilla de Ascenso
La liguilla de Ascenso constará de siete fases. Clasifican 64 equipos, el número varía de acuerdo con la cantidad de equipos integrantes de cada grupo, estando entre dos y seis clubes por sector. El país se dividirá en dos zonas: Zona A (Grupos del I al VIII) y Zona B (Grupos IX al XVII). Se celebrarán eliminatorias de acuerdo al promedio obtenido por cada conjunto, siendo ordenados del mejor al peor por su porcentaje a lo largo de la temporada. Todas las series se celebrarán a doble partido, a excepción de la Final nacional que será disputada a un único juego en un estadio neutral de Primera División o Liga de Expansión.
A partir la temporada 2020-21 se modificaron los nombres de las etapas eliminatorias de la siguiente manera: Dieciseisavos de final, Octavos, Cuartos de final, Semifinales, Finales de zona y Final, esto como consecuencia de la división del país en dos zonas, por lo que los equipos solamente se enfrentan a clubes de su misma región hasta la serie final.
Desde la temporada 2022-23 se otorgan cuatro ascensos a la Segunda División de México: los dos campeones regionales serán promovidos a la Serie A siempre y cuando cumplan con el cuaderno de cargos de esta categoría, mientras que los dos subcampeones conseguirán un lugar en la Serie B, los cuales también están condicionados al cumplimiento de los requisitos de esta liga. En caso de que los campeones no puedan jugar la Serie A, serán colocados en la Serie B.

### Dieciseisavos de final

#### Zona A
| Equipo 1              | Agr.      | Equipo 2                             | Ida | Vuelta |
| --------------------- | --------- | ------------------------------------ | --- | ------ |
| Cordobés F.C.         | 10–0      | C.D.C. Domínguez Osos                | 5–0 | 5–0    |
| C.D. Muxes            | 3–0       | Independiente Mexiquense             | 0–0 | 3–0    |
| Delfines UGM          | 2–0       | C.D. Cuervos Blancos                 | 0–0 | 2–0    |
| Faraones de Texcoco   | 3–2       | Academia Mineros CDMX                | 1–2 | 2–0    |
| Orishas Tepeji F.C.   | 5–2       | F.C. Politécnico                     | 3–2 | 2–0    |
| Pioneros Junior       | 4–2       | Caballeros de Córdoba                | 1–2 | 3–0    |
| Dragones de Oaxaca    | 5–4       | Lechuzas UPGCH                       | 2–1 | 3–3    |
| Universidad del Golfo | 3–3 (4-5) | (p.) UFD Tuzos Pachuca               | 1–1 | 2–2    |
| C.D. Yautepec         | 9–6       | Arietes F.C.                         | 2–1 | 7–5    |
| Sk Sport F.C.         | 6–1       | Héroes de Zaci                       | 2–1 | 4–0    |
| Inter Playa "B" (p.)  | 2–2 (4-3) | Progreso F.C.                        | 2–2 | 0–0    |
| C.D. Águila Azteca    | 7–0       | Oceanía F.C.                         | 2–0 | 5–0    |
| Caudillos Zapata      | 5–5 (5–6) | (p.) C.F. Estudiantes de Atlacomulco | 3–4 | 2–1    |
| PDLA F.C.             | 3–2       | Guerreros DD                         | 1–2 | 2–0    |
| Córdoba F.C.          | 2–4       | Estudiantes del COBACH F.C.          | 1–1 | 1–3    |
| Tigres Yautepec       | 2–3       | Cruz Azul Lagunas                    | 1–1 | 1–2    |

#### Zona B
| Equipo 1                 | Agr.      | Equipo 2                 | Ida | Vuelta |
| ------------------------ | --------- | ------------------------ | --- | ------ |
| Orgullo Surtam           | 2–2 (1-3) | (p.) Obson Dynamo F.C.   | 0–2 | 2–0    |
| Garzas Blancas F.C.      | 0–3       | C.D. Aves Blancas        | 0–3 | 0–0    |
| Tigres de Álica F.C.     | 6–2       | Sultanes de Tamazunchale | 2–2 | 4–0    |
| Diablos Tesistán         | 7–1       | Venados de Misantla      | 0–1 | 7–0    |
| Guerreros de Autlán (p.) | 2–2 (3-2) | UAZ "B"                  | 2–2 | 0–0    |
| Gorilas de Juanacatlán   | 3–2       | Tapatíos Soccer          | 2–1 | 1–1    |
| Acatlán F.C.             | 5–1       | Estudiantes de Querétaro | 1–0 | 4–1    |
| Deportivo Zamora F.C.    | 4–3       | La Piedad Querétaro      | 1–2 | 3–1    |
| Delfines de Abasolo      | 4–5       | C.D. Aviña               | 3–4 | 1–1    |
| C.F. Cadereyta           | 3–2       | Celaya Linces            | 3–1 | 0–1    |
| Titanes de Querétaro     | 1–3       | Bucaneros F.C.           | 1–2 | 0–1    |
| La Tribu de Juárez       | 3–2       | Saltillo Soccer F.C.     | 0–2 | 3–0    |
| Deportivo Tala           | 2–2 (3-4) | (p.) Santiago F.C. "B"   | 1–2 | 1–0    |
| Deportivo Etchojoa       | 2–1       | Xalisco F.C.             | 0–1 | 2–0    |
| Gavilanes "B"            | 0–1       | Atlético Leonés          | 0–1 | 0–0    |
| Potosinos F.C.           | 2–4       | H2O Purépechas F.C.      | 0–1 | 2–3    |

*Nota: El equipo localizado en la columna 1 ejerce de local en el juego de vuelta.

### Octavos de final

#### Zona A
| Equipo 1            | Agr. | Equipo 2                        | Ida | Vuelta |
| ------------------- | ---- | ------------------------------- | --- | ------ |
| Cordobés F.C.       | 2–4  | UFD Tuzos Pachuca               | 0–3 | 2–1    |
| C.D. Muxes          | 2–1  | C.F. Estudiantes de Atlacomulco | 0–0 | 2–1    |
| Delfines UGM        | 1–2  | Estudiantes del COBACH F.C.     | 0–2 | 1–0    |
| Faraones de Texcoco | 2–0  | Cruz Azul Lagunas               | 1–0 | 1–0    |
| Orishas Tepeji F.C. | 2–1  | PDLA F.C.                       | 1–1 | 1–0    |
| Pioneros Junior     | 4–3  | C.D. Águila Azteca              | 0–0 | 4–3    |
| Dragones de Oaxaca  | 2–1  | Inter Playa "B"                 | 1–1 | 1–0    |
| C.D. Yautepec       | 3–2  | Sk Sport F.C.                   | 1–2 | 2–0    |

#### Zona B
| Equipo 1               | Agr.      | Equipo 2               | Ida | Vuelta |
| ---------------------- | --------- | ---------------------- | --- | ------ |
| Tigres de Álica F.C.   | 4–0       | Obson Dynamo F.C.      | 2–0 | 2–0    |
| Diablos Tesistán       | 2–2 (3-4) | (p.) C.D. Aves Blancas | 2–1 | 0–1    |
| Guerreros de Autlán    | 7–3       | C.D. Aviña             | 2–1 | 5–2    |
| Gorilas de Juanacatlán | 2–0       | Bucaneros F.C.         | 0–0 | 2–0    |
| Acatlán F.C.           | 2–0       | Santiago F.C. "B"      | 0–0 | 2–0    |
| Deportivo Zamora F.C.  | 1–0       | Atlético Leonés        | 0–0 | 1–0    |
| C.F. Cadereyta         | 2–3       | H2O Purépechas F.C.    | 0–3 | 2–0    |
| La Tribu de Juárez     | 0–1       | Deportivo Etchojoa     | 0–0 | 0–1    |

*Nota: El equipo localizado en la columna 1 ejerce de local en el juego de vuelta.

### Fase final
|  | Cuartos de final de Zona | Cuartos de final de Zona | Cuartos de final de Zona | Cuartos de final de Zona |       |                      | Semifinales de Zona | Semifinales de Zona | Semifinales de Zona | Semifinales de Zona |  |                      | Finales de Zona | Finales de Zona | Finales de Zona | Finales de Zona |                     |                     | Campeón de Campeones | Campeón de Campeones | Campeón de Campeones | Campeón de Campeones |
|  |                          |                          |                          |                          |       |                      |                     |                     |                     |                     |  |                      |                 |                 |                 |                 |                     |                     |                      |                      |                      |                      |
|  | Faraones de Texcoco      | 1                        | 2                        | 3                        |       |                      |                     |                     |                     |                     |  |                      |                 |                 |                 |                 |                     |                     |                      |                      |                      |                      |
|  | Estudiantes del COBACH   | 0                        | 0                        | 0                        |       |                      |                     |                     |                     |                     |  |                      |                 |                 |                 |                 |                     |                     |                      |                      |                      |                      |
|  | Estudiantes del COBACH   | 0                        | 0                        | 0                        |       | Faraones de Texcoco  | 4                   | 0                   | 4                   |                     |  |                      |                 |                 |                 |                 |                     |                     |                      |                      |                      |                      |
|  |                          |                          |                          |                          |       | Faraones de Texcoco  | 4                   | 0                   | 4                   |                     |  |                      |                 |                 |                 |                 |                     |                     |                      |                      |                      |                      |
|  |                          | Pioneros Junior          | 0                        | 0                        | 0     |                      |                     |                     |                     |                     |  |                      |                 |                 |                 |                 |                     |                     |                      |                      |                      |                      |
|  | Pioneros Junior          | Pioneros Junior          | 0                        | 0                        | 0     | 1                    | 2                   | 3                   |                     |                     |  |                      |                 |                 |                 |                 |                     |                     |                      |                      |                      |                      |
|  | Pioneros Junior          |                          |                          |                          |       | 1                    | 2                   | 3                   |                     |                     |  |                      |                 |                 |                 |                 |                     |                     |                      |                      |                      |                      |
|  | Dragones de Oaxaca       | 2                        | 0                        | 2                        |       |                      |                     |                     |                     |                     |  |                      |                 |                 |                 |                 |                     |                     |                      |                      |                      |                      |
|  | Dragones de Oaxaca       | 2                        | 0                        | 2                        |       |                      |                     |                     |                     |                     |  | Faraones de Texcoco  | 2               | 2               | 4               |                 |                     |                     |                      |                      |                      |                      |
|  |                          |                          |                          |                          |       |                      |                     |                     |                     |                     |  | Faraones de Texcoco  | 2               | 2               | 4               |                 |                     |                     |                      |                      |                      |                      |
|  |                          | C.D. Yautepec            | 0                        | 1                        | 1     |                      |                     |                     |                     |                     |  |                      |                 |                 |                 |                 |                     |                     |                      |                      |                      |                      |
|  | C.D. Muxes               | C.D. Yautepec            | 0                        | 1                        | 1     | 2                    | 2                   | 4                   |                     |                     |  |                      |                 |                 |                 |                 |                     |                     |                      |                      |                      |                      |
|  | C.D. Muxes               |                          |                          |                          |       | 2                    | 2                   | 4                   |                     |                     |  |                      |                 |                 |                 |                 |                     |                     |                      |                      |                      |                      |
|  | UFD Tuzos Pachuca        | 1                        | 1                        | 2                        |       |                      |                     |                     |                     |                     |  |                      |                 |                 |                 |                 |                     |                     |                      |                      |                      |                      |
|  | UFD Tuzos Pachuca        | 1                        | 1                        | 2                        |       | C.D. Muxes           | 2                   | 0                   | 2 (3)               |                     |  |                      |                 |                 |                 |                 |                     |                     |                      |                      |                      |                      |
|  |                          |                          |                          |                          |       | C.D. Muxes           | 2                   | 0                   | 2 (3)               |                     |  |                      |                 |                 |                 |                 |                     |                     |                      |                      |                      |                      |
|  |                          | C.D. Yautepec (p)        | 2                        | 0                        | 2 (4) |                      |                     |                     |                     |                     |  |                      |                 |                 |                 |                 |                     |                     |                      |                      |                      |                      |
|  | Orishas Tepeji F.C.      | C.D. Yautepec (p)        | 2                        | 0                        | 2 (4) | 1                    | 3                   | 4                   |                     |                     |  |                      |                 |                 |                 |                 |                     |                     |                      |                      |                      |                      |
|  | Orishas Tepeji F.C.      |                          |                          |                          |       | 1                    | 3                   | 4                   |                     |                     |  |                      |                 |                 |                 |                 |                     |                     |                      |                      |                      |                      |
|  | C.D. Yautepec            | 3                        | 3                        | 6                        |       |                      |                     |                     |                     |                     |  |                      |                 |                 |                 |                 |                     |                     |                      |                      |                      |                      |
|  | C.D. Yautepec            | 3                        | 3                        | 6                        |       |                      |                     |                     |                     |                     |  |                      |                 |                 |                 |                 | Faraones de Texcoco | Faraones de Texcoco | Faraones de Texcoco  | 3                    |                      |                      |
|  |                          |                          |                          |                          |       |                      |                     |                     |                     |                     |  |                      |                 |                 |                 |                 |                     | Faraones de Texcoco | Faraones de Texcoco  | 3                    |                      |                      |
|  |                          | Acatlán F.C.             | Acatlán F.C.             | Acatlán F.C.             | 1     |                      |                     |                     |                     |                     |  |                      |                 |                 |                 |                 |                     |                     |                      |                      |                      |                      |
|  | Tigres de Álica F.C.     | Acatlán F.C.             | Acatlán F.C.             | Acatlán F.C.             | 1     | 2                    | 1                   | 3                   |                     |                     |  |                      |                 |                 |                 |                 |                     |                     |                      |                      |                      |                      |
|  | Tigres de Álica F.C.     |                          |                          |                          |       | 2                    | 1                   | 3                   |                     |                     |  |                      |                 |                 |                 |                 |                     |                     |                      |                      |                      |                      |
|  | C.D. Aves Blancas        | 1                        | 0                        | 1                        |       |                      |                     |                     |                     |                     |  |                      |                 |                 |                 |                 |                     |                     |                      |                      |                      |                      |
|  | C.D. Aves Blancas        | 1                        | 0                        | 1                        |       | Tigres de Álica F.C. | 2                   | 2                   | 4                   |                     |  |                      |                 |                 |                 |                 |                     |                     |                      |                      |                      |                      |
|  |                          |                          |                          |                          |       | Tigres de Álica F.C. | 2                   | 2                   | 4                   |                     |  |                      |                 |                 |                 |                 |                     |                     |                      |                      |                      |                      |
|  |                          | H2O Purépechas F.C.      | 0                        | 1                        | 1     |                      |                     |                     |                     |                     |  |                      |                 |                 |                 |                 |                     |                     |                      |                      |                      |                      |
|  | Guerreros de Autlán      | H2O Purépechas F.C.      | 0                        | 1                        | 1     | 0                    | 2                   | 2                   |                     |                     |  |                      |                 |                 |                 |                 |                     |                     |                      |                      |                      |                      |
|  | Guerreros de Autlán      |                          |                          |                          |       | 0                    | 2                   | 2                   |                     |                     |  |                      |                 |                 |                 |                 |                     |                     |                      |                      |                      |                      |
|  | H2O Purépechas F.C.      | 1                        | 2                        | 3                        |       |                      |                     |                     |                     |                     |  |                      |                 |                 |                 |                 |                     |                     |                      |                      |                      |                      |
|  | H2O Purépechas F.C.      | 1                        | 2                        | 3                        |       |                      |                     |                     |                     |                     |  | Tigres de Álica F.C. | 0               | 1               | 1               |                 |                     |                     |                      |                      |                      |                      |
|  |                          |                          |                          |                          |       |                      |                     |                     |                     |                     |  | Tigres de Álica F.C. | 0               | 1               | 1               |                 |                     |                     |                      |                      |                      |                      |
|  |                          | Acatlán F.C.             | 2                        | 0                        | 2     |                      |                     |                     |                     |                     |  |                      |                 |                 |                 |                 |                     |                     |                      |                      |                      |                      |
|  | Acatlán F.C. (p)         | Acatlán F.C.             | 2                        | 0                        | 2     | 0                    | 0                   | 0 (5)               |                     |                     |  |                      |                 |                 |                 |                 |                     |                     |                      |                      |                      |                      |
|  | Acatlán F.C. (p)         |                          |                          |                          |       | 0                    | 0                   | 0 (5)               |                     |                     |  |                      |                 |                 |                 |                 |                     |                     |                      |                      |                      |                      |
|  | Deportivo Zamora F.C.    | 0                        | 0                        | 0 (4)                    |       |                      |                     |                     |                     |                     |  |                      |                 |                 |                 |                 |                     |                     |                      |                      |                      |                      |
|  | Deportivo Zamora F.C.    | 0                        | 0                        | 0 (4)                    |       | Acatlán F.C. (p)     | 1                   | 0                   | 1 (3)               |                     |  |                      |                 |                 |                 |                 |                     |                     |                      |                      |                      |                      |
|  |                          |                          |                          |                          |       | Acatlán F.C. (p)     | 1                   | 0                   | 1 (3)               |                     |  |                      |                 |                 |                 |                 |                     |                     |                      |                      |                      |                      |
|  |                          | Deportivo Etchojoa       | 0                        | 1                        | 0 (0) |                      |                     |                     |                     |                     |  |                      |                 |                 |                 |                 |                     |                     |                      |                      |                      |                      |
|  | Gorilas de Juanacatlán   | Deportivo Etchojoa       | 0                        | 1                        | 0 (0) | 0                    | 3                   | 3                   |                     |                     |  |                      |                 |                 |                 |                 |                     |                     |                      |                      |                      |                      |
|  | Gorilas de Juanacatlán   |                          |                          |                          |       | 0                    | 3                   | 3                   |                     |                     |  |                      |                 |                 |                 |                 |                     |                     |                      |                      |                      |                      |
|  | Deportivo Etchojoa       | 2                        | 2                        | 4                        |       |                      |                     |                     |                     |                     |  |                      |                 |                 |                 |                 |                     |                     |                      |                      |                      |                      |

#### Cuartos de final de Zona
| 8 de mayo de 2024 | UFD Tuzos Pachuca | 1:2 (0:1) | C.D. Muxes                      | Universidad del Fútbol, San Agustín Tlaxiaca, Hidalgo                |                                                                      |
| 14:00 (UTC -6)    | J. Izquierdo 90'  | Reporte   | 35' D. Velázquez · 59' E. Trejo | Asistencia: 350 espectadores Árbitro(s): Mauricio Rodríguez Martínez | Asistencia: 350 espectadores Árbitro(s): Mauricio Rodríguez Martínez |

| 11 de mayo de 2024                      | C.D. Muxes         | 2:1 (0:1) (Global 4:2) | UFD Tuzos Pachuca | Cancha de San Isidro, Ciudad de México                            |                                                                   |
| 16:00 (UTC -6)                          | Y. García 88', 90' | Reporte                | 12' R. Calderón   | Asistencia: 0 espectadores Árbitro(s): Pablo Eduardo Benítez Lara | Asistencia: 0 espectadores Árbitro(s): Pablo Eduardo Benítez Lara |
| C.D. Muxes avanzó a Semifinales de Zona |                    |                        |                   |                                                                   |                                                                   |

| 9 de mayo de 2024 | Dragones de Oaxaca          | 2:1 (0:1) | Pioneros Junior | Unidad Deportiva Ignacio Mejía, Zimatlán de Álvarez, Oaxaca          |                                                                      |
| 16:00 (UTC -6)    | A. Méndez 63' · K. Ruiz 87' | Reporte   | 38' J. Vidal    | Asistencia: 1 000 espectadores Árbitro(s): Hazael Aldair Pérez Corte | Asistencia: 1 000 espectadores Árbitro(s): Hazael Aldair Pérez Corte |

| 12 de mayo de 2024                           | Pioneros Junior               | 2:0 (2:0) (Global 3:2) | Dragones de Oaxaca | Estadio Cancún 86, Cancún, Quintana Roo                                   |                                                                           |
| 15:00 (UTC -6)                               | J. Huerta 12' · F. Valdez 17' | Reporte                |                    | Asistencia: 2 000 espectadores Árbitro(s): Luis Enrique Menéndez Meléndez | Asistencia: 2 000 espectadores Árbitro(s): Luis Enrique Menéndez Meléndez |
| Pioneros Junior avanzó a Semifinales de Zona |                               |                        |                    |                                                                           |                                                                           |

| 8 de mayo de 2024 | Estudiantes del COBACH | 0:1 (0:0) | Faraones de Texcoco | Estadio Víctor Manuel Reyna, Tuxtla Gutiérrez, Chiapas           |                                                                  |
| 15:30 (UTC -6)    |                        | Reporte   | 65' D. Hernández    | Asistencia: 2 500 espectadores Árbitro(s): Yoel Guzmán Hernández | Asistencia: 2 500 espectadores Árbitro(s): Yoel Guzmán Hernández |

| 11 de mayo de 2024                               | Faraones de Texcoco             | 2:0 (1:0) (Global 3:0) | Estudiantes del COBACH | Estadio Municipal Claudio Suárez, Texcoco, Estado de México             |                                                                         |
| 19:00 (UTC -6)                                   | L. Alvarado 22' · N. Sotelo 88' | Reporte                |                        | Asistencia: 1 300 espectadores Árbitro(s): Omar Alejandro Ortega García | Asistencia: 1 300 espectadores Árbitro(s): Omar Alejandro Ortega García |
| Faraones de Texcoco avanzó a Semifinales de Zona |                                 |                        |                        |                                                                         |                                                                         |

| 8 de mayo de 2024 | C.D. Yautepec                         | 3:1 (2:1) | Orishas Tepeji F.C. | Campo deportivo Yautepec, Yautepec, Morelos                            |                                                                        |
| 18:00 (UTC -6)    | E. Meléndez 13', 43' · E. Mendoza 59' | Reporte   | 15' J. Noguez       | Asistencia: 800 espectadores Árbitro(s): Alan Eduardo Contreras Sotelo | Asistencia: 800 espectadores Árbitro(s): Alan Eduardo Contreras Sotelo |

| 11 de mayo de 2024                         | Orishas Tepeji F.C.                               | 3:3 (1:0) (Global 4:6) | C.D. Yautepec                                     | Deportivo Tepeji, Tepeji, Hidalgo                                        |                                                                          |
| 18:00 (UTC -6)                             | P. de la Vega 35' · J. Noguez 54' · O. Iankov 66' | Reporte                | 65' E. Meléndez · 81' M. Aguilar · 90' E. Mendoza | Asistencia: 300 espectadores Árbitro(s): Brayan Daniel Escobar Hernández | Asistencia: 300 espectadores Árbitro(s): Brayan Daniel Escobar Hernández |
| C.D. Yautepec avanzó a Semifinales de Zona |                                                   |                        |                                                   |                                                                          |                                                                          |

| 8 de mayo de 2024 | C.D. Aves Blancas | 1:2 (1:1) | Tigres de Álica F.C.           | Estadio Corredor Industrial, Tepatitlán, Jalisco                           |                                                                            |
| 18:00 (UTC -6)    | R. Pérez 23'      | Reporte   | 6' C. Gutiérrez · 51' J. Gómez | Asistencia: 500 espectadores Árbitro(s): Yitzhak Emmanuel Jacobo Hernández | Asistencia: 500 espectadores Árbitro(s): Yitzhak Emmanuel Jacobo Hernández |

| 11 de mayo de 2024                                | Tigres de Álica F.C. | 1:0 (0:0) (Global 3:1) | C.D. Aves Blancas | Unidad Deportiva Juanelo, Tepic, Nayarit                              |                                                                       |
| 11:30 (UTC -7)                                    | C. Gutiérrez 49'     | Reporte                |                   | Asistencia: 1 000 espectadores Árbitro(s): Daniel Misael Marin Quiroz | Asistencia: 1 000 espectadores Árbitro(s): Daniel Misael Marin Quiroz |
| Tigres de Alica F.C. avanzó a Semifinales de Zona |                      |                        |                   |                                                                       |                                                                       |

| 8 de mayo de 2024 | Deportivo Zamora F.C. | 0:0     | Acatlán F.C. | Unidad Deportiva El Chamizal, Zamora, Michoacán                          |                                                                          |
| 20:00 (UTC -6)    |                       | Reporte |              | Asistencia: 1 200 espectadores Árbitro(s): Axelle Daniel Hernández Pérez | Asistencia: 1 200 espectadores Árbitro(s): Axelle Daniel Hernández Pérez |

| 11 de mayo de 2024                        | Acatlán F.C. | 0:0 (5:4 p.)(Global 0:0) | Deportivo Zamora F.C. | Estadio Miguel Hidalgo, Zapotlanejo, Jalisco                         |                                                                      |
| 19:30 (UTC -6)                            |              | Reporte                  |                       | Asistencia: 1 000 espectadores Árbitro(s): Karol Jesús Zamudio Ulloa | Asistencia: 1 000 espectadores Árbitro(s): Karol Jesús Zamudio Ulloa |
| Acatlán F.C. avanzó a Semifinales de Zona |              |                          |                       |                                                                      |                                                                      |

| 9 de mayo de 2024 | H2O Purépechas F.C. | 1:0 (1:0) | Guerreros de Autlán | Cancha 15 de Policía y Tránsito, Morelia, Michoacán                     |                                                                         |
| 11:00 (UTC -6)    | Galván 5'           | Reporte   |                     | Asistencia: 100 espectadores Árbitro(s): Rogelio Sergio Arellano Corona | Asistencia: 100 espectadores Árbitro(s): Rogelio Sergio Arellano Corona |

| 12 de mayo de 2024                               | Guerreros de Autlán          | 2:2 (0:2) (Global 2:3) | H2O Purépechas F.C. | Unidad Deportiva Chapultepec, Autlán, Jalisco                           |                                                                         |
| 16:00 (UTC -6)                                   | E. Robles 65' · H. Román 76' | Reporte                | 9', 17' J. Conejo   | Asistencia: 2 217 espectadores Árbitro(s): José Carlos Meléndez Cansino | Asistencia: 2 217 espectadores Árbitro(s): José Carlos Meléndez Cansino |
| H2O Purépechas F.C. avanzó a Semifinales de Zona |                              |                        |                     |                                                                         |                                                                         |

| 8 de mayo de 2024 | Deportivo Etchojoa           | 2:0 (1:0) | Gorilas de Juanacatlán | Estadio Trigueros, Etchojoa, Sonora                                        |                                                                            |
| 19:00 (UTC -7)    | J. Arias 1' · E. Becerra 54' | Reporte   |                        | Asistencia: 1 473 espectadores Árbitro(s): Karlo Geovanni Palmieres Corral | Asistencia: 1 473 espectadores Árbitro(s): Karlo Geovanni Palmieres Corral |

| 11 de mayo de 2024                              | Gorilas de Juanacatlán               | 3:2 (0:1) (Global 3:4) | Deportivo Etchojoa                | Club Juanacatlán, Juanacatlán, Jalisco                          |                                                                 |
| 19:30 (UTC -6)                                  | J. Jáuregui 51' · O. Medina 54', 87' | Reporte                | 17' G. Buitimea · 84' D. Enríquez | Asistencia: 600 espectadores Árbitro(s): Juan Daniel Peña Garza | Asistencia: 600 espectadores Árbitro(s): Juan Daniel Peña Garza |
| Deportivo Etchojoa avanzó a Semifinales de Zona |                                      |                        |                                   |                                                                 |                                                                 |

#### Semifinales de Zona
| 15 de mayo de 2024 | C.D. Yautepec                        | 2:2 (0:1) | C.D. Muxes                          | Campo deportivo Yautepec, Yautepec, Morelos                              |                                                                          |
| 18:00 (UTC -6)     | C. Maldonado 75' · Mario Aguilar 81' | Reporte   | 6' Marco Aguilar · 87' D. Velázquez | Asistencia: 2 000 espectadores Árbitro(s): Axelle Daniel Hernández Pérez | Asistencia: 2 000 espectadores Árbitro(s): Axelle Daniel Hernández Pérez |

| 18 de mayo de 2024                      | C.D. Muxes | 0:0 (3:4 p.)(Global 2:2) | C.D. Yautepec | Cancha de San Isidro, Ciudad de México                               |                                                                      |
| 16:00 (UTC -6)                          |            | Reporte                  |               | Asistencia: 0 espectadores Árbitro(s): Alan Eduardo Contreras Sotelo | Asistencia: 0 espectadores Árbitro(s): Alan Eduardo Contreras Sotelo |
| C.D. Yautepec avanzó a la Final de Zona |            |                          |               |                                                                      |                                                                      |

| 15 de mayo de 2024 | Pioneros Junior | 0:4 (0:3) | Faraones de Texcoco                                  | Estadio Cancún 86, Cancún, Quintana Roo                               |                                                                       |
| 15:00 (UTC -5)     |                 | Reporte   | 10', 32' N. Sotelo · 28' Á. González · 88' F. Laymon | Asistencia: 1 000 espectadores Árbitro(s): Carlos Zohet Martínez Vega | Asistencia: 1 000 espectadores Árbitro(s): Carlos Zohet Martínez Vega |

| 18 de mayo de 2024                            | Faraones de Texcoco | 0:0 (Global 4:0) | Pioneros Junior | Estadio Municipal Claudio Suárez, Texcoco, Estado de México         |                                                                     |
| 19:00 (UTC -6)                                |                     | Reporte          |                 | Asistencia: 7 000 espectadores Árbitro(s): Saúl Humberto Ali Guzmán | Asistencia: 7 000 espectadores Árbitro(s): Saúl Humberto Ali Guzmán |
| Faraones de Texcoco avanzó a la Final de Zona |                     |                  |                 |                                                                     |                                                                     |

| 15 de mayo de 2024 | H2O Purépechas F.C. | 0:2 (0:0) | Tigres de Álica F.C.               | Cancha 15 de Policía y Tránsito, Morelia, Michoacán                      |                                                                          |
| 11:00 (UTC -6)     |                     | Reporte   | 55' C. Gutiérrez · 65' J. Alcántar | Asistencia: 300 espectadores Árbitro(s): Brayan Daniel Escobar Hernández | Asistencia: 300 espectadores Árbitro(s): Brayan Daniel Escobar Hernández |

| 18 de mayo de 2024                             | Tigres de Álica F.C.             | 2:1 (0:1) (Global 4:1) | H2O Purépechas F.C. | Unidad Deportiva Juanelo, Tepic, Nayarit                                  |                                                                           |
| 11:30 (UTC -7)                                 | D. Modesto 62' · J. Alcántar 65' | Reporte                | 13' J. Conejo       | Asistencia: 1 000 espectadores Árbitro(s): Rogelio Sergio Arellano Corona | Asistencia: 1 000 espectadores Árbitro(s): Rogelio Sergio Arellano Corona |
| Tigres de Alica F.C. avanzó a la final de Zona |                                  |                        |                     |                                                                           |                                                                           |

| 15 de mayo de 2024 | Deportivo Etchojoa | 0:1 (0:0) | Acatlán F.C.  | Estadio Trigueros, Etchojoa, Sonora                                        |                                                                            |
| 19:00 (UTC -7)     |                    | Reporte   | 75' R. Rangel | Asistencia: 1 200 espectadores Árbitro(s): Karlo Geovanni Palmieres Corral | Asistencia: 1 200 espectadores Árbitro(s): Karlo Geovanni Palmieres Corral |

| 18 de mayo de 2024                     | Acatlán F.C. | 0:1 (0:0) (3:0 p.)(Global 1:1) | Deportivo Etchojoa | Estadio Miguel Hidalgo, Zapotlanejo, Jalisco                          |                                                                       |
| 19:30 (UTC -6)                         |              | Reporte                        | 84' D. Enríquez    | Asistencia: 1 000 espectadores Árbitro(s): Daniel Misael Marin Quiroz | Asistencia: 1 000 espectadores Árbitro(s): Daniel Misael Marin Quiroz |
| Acatlán F.C. avanzó a la Final de Zona |              |                                |                    |                                                                       |                                                                       |

#### Finales de Zona
| 23 de mayo de 2024 | C.D. Yautepec | 0:2 (0:2) | Faraones de Texcoco            | Campo deportivo Yautepec, Yautepec, Morelos                         |                                                                     |
| 18:00 (UTC -6)     |               | Reporte   | 9' L. Alvarado · 36' C. Arroyo | Asistencia: 5 500 espectadores Árbitro(s): Saúl Humberto Ali Guzmán | Asistencia: 5 500 espectadores Árbitro(s): Saúl Humberto Ali Guzmán |

| 26 de mayo de 2024 | Faraones de Texcoco  | 2:1 (0:0) (Global 4:1) | C.D. Yautepec   | Estadio Municipal Claudio Suárez, Texcoco, Estado de México              |                                                                          |
| 19:00 (UTC -6) | L. Alvarado 62', 70' | Reporte                | 59' E. Meléndez | Asistencia: 10 000 espectadores Árbitro(s): Omar Alejandro Ortega García | Asistencia: 10 000 espectadores Árbitro(s): Omar Alejandro Ortega García |
| Faraones de Texcoco campeón de la Zona A de la Liga TDP 2023-24 y asciende a la Serie A de México. C.D. Yautepec asciende a la Serie B. |                      |                        |                 |                                                                          |                                                                          |

| 22 de mayo de 2024 | Acatlán F.C.                  | 2:0 (0:0) | Tigres de Álica F.C. | Estadio Miguel Hidalgo, Zapotlanejo, Jalisco                               |                                                                            |
| 19:30 (UTC -6)     | B. Moreno 53' · A. Patiño 81' | Reporte   |                      | Asistencia: 2 000 espectadores Árbitro(s): Brayan Daniel Escobar Hernández | Asistencia: 2 000 espectadores Árbitro(s): Brayan Daniel Escobar Hernández |

| 25 de mayo de 2024 | Tigres de Álica F.C. | 1:0 (0:0) (Global 1:2) | Acatlán F.C. | Unidad Deportiva Juanelo, Tepic, Nayarit                                  |                                                                           |
| 11:30 (UTC -7) | C. Gutiérrez 57'     | Reporte                |              | Asistencia: 4 300 espectadores Árbitro(s): Rogelio Sergio Arellano Corona | Asistencia: 4 300 espectadores Árbitro(s): Rogelio Sergio Arellano Corona |
| Acatlán F.C. campeón de la Zona B de la Liga TDP 2023-24 y asciende a la Serie A de México. Tigres de Alica F.C. asciende a la Serie B. |                      |                        |              |                                                                           |                                                                           |

#### Campeón de Campeones
| 31 de mayo de 2024                                 | Acatlán F.C.  | 1:3 (0:1) | Faraones de Texcoco                  | Instalaciones de la Nueva Casa del Fútbol, Toluca, Estado de México |                                                                    |
| 11:00 (UTC -6)                                     | J. Chacón 85' | Reporte   | 40' L. Alvarado · 56', 82' K. Flores | Asistencia: 800 espectadores Árbitro(s): Fernando Guerrero Ramírez  | Asistencia: 800 espectadores Árbitro(s): Fernando Guerrero Ramírez |
| Faraones de Texcoco campeón de la Liga TDP 2023-24 |               |           |                                      |                                                                     |                                                                    |

| 22    | POR   | J. Cárdenas     |     |
| 29    | DEF   | Pablo Nuño      | 75' |
| 5     | DEF   | Rubén Mancilla  |     |
| 7     | DEF   | Jesús Chacón    | 86' |
| 21    | MED   | Ángel Barajas   | 86' |
| 33    | MED   | Agustín Méndez  |     |
| 17    | MED   | Leandro Corona  |     |
| 18    | MED   | Ricardo Rangel  |     |
| 10    | DEL   | Benancio Moreno | 63' |
| 9     | DEL   | Daniel Gastelum | 86' |
| 19    | DEL   | Antoni Patiño   |     |
| D. T. | D. T. | Julio Álvarez   |     |

| 32    | POR   | Betuel Sánchez     |     |
| 2     | DEF   | Irving Romero      |     |
| 3     | DEF   | Aldo Sosa          |     |
| 7     | DEF   | Luis Alvarado      | 60' |
| 28    | DEF   | Adrián Victoria    |     |
| 35    | DEF   | Emmanuel Patiño    |     |
| 5     | MED   | César Arroyo       | 75' |
| 8     | MED   | Fernando Laymon    |     |
| 18    | MED   | Brandon Ayala      | 34' |
| 9     | DEL   | Nathan Sotelo      | 60' |
| 11    | DEL   | Ángel González     | 75' |
| D. T. | D. T. | Francisco Cisneros |     |

| 8  | Delantero      | Mario Salomón  | 63' |
| 24 | Centrocampista | Juan Cortez    | 75' |
| 25 | Centrocampista | César Álvarez  | 86' |
| 31 | Delantero      | Marco Martínez | 86' |
| 16 | Centrocampista | Ángel Rosas    | 86' |

| 10 | Delantero      | Karlo Flores      | 34' |
| 37 | Delantero      | Diego Hernández   | 60' |
| 14 | Delantero      | José Vázquez      | 60' |
| 50 | Delantero      | Osvaldo Hernández | 75' |
| 38 | Centrocampista | Ángel Granillo    | 75' |

| 85' | Jesús Chacón | 1:3 |

| 40' · 56' · 82' | Luis Alvarado Karlo Flores | 0:1 0:2 0:3 |

| Principal  | Fernando Guerrero Ramírez      |
| Asistentes | Carlos Armando Galeana Amaro   |
|            | Patricia Lizeth Flores Luna    |
| Cuarto     | Rogelio Sergio Arellano Corona |

| 22    | POR   | J. Cárdenas     |     |
| 29    | DEF   | Pablo Nuño      | 75' |
| 5     | DEF   | Rubén Mancilla  |     |
| 7     | DEF   | Jesús Chacón    | 86' |
| 21    | MED   | Ángel Barajas   | 86' |
| 33    | MED   | Agustín Méndez  |     |
| 17    | MED   | Leandro Corona  |     |
| 18    | MED   | Ricardo Rangel  |     |
| 10    | DEL   | Benancio Moreno | 63' |
| 9     | DEL   | Daniel Gastelum | 86' |
| 19    | DEL   | Antoni Patiño   |     |
| D. T. | D. T. | Julio Álvarez   |     |

| 32    | POR   | Betuel Sánchez     |     |
| 2     | DEF   | Irving Romero      |     |
| 3     | DEF   | Aldo Sosa          |     |
| 7     | DEF   | Luis Alvarado      | 60' |
| 28    | DEF   | Adrián Victoria    |     |
| 35    | DEF   | Emmanuel Patiño    |     |
| 5     | MED   | César Arroyo       | 75' |
| 8     | MED   | Fernando Laymon    |     |
| 18    | MED   | Brandon Ayala      | 34' |
| 9     | DEL   | Nathan Sotelo      | 60' |
| 11    | DEL   | Ángel González     | 75' |
| D. T. | D. T. | Francisco Cisneros |     |

| 8  | Delantero      | Mario Salomón  | 63' |
| 24 | Centrocampista | Juan Cortez    | 75' |
| 25 | Centrocampista | César Álvarez  | 86' |
| 31 | Delantero      | Marco Martínez | 86' |
| 16 | Centrocampista | Ángel Rosas    | 86' |

| 10 | Delantero      | Karlo Flores      | 34' |
| 37 | Delantero      | Diego Hernández   | 60' |
| 14 | Delantero      | José Vázquez      | 60' |
| 50 | Delantero      | Osvaldo Hernández | 75' |
| 38 | Centrocampista | Ángel Granillo    | 75' |

| 85' | Jesús Chacón | 1:3 |

| 40' · 56' · 82' | Luis Alvarado Karlo Flores | 0:1 0:2 0:3 |

| Principal  | Fernando Guerrero Ramírez      |
| Asistentes | Carlos Armando Galeana Amaro   |
|            | Patricia Lizeth Flores Luna    |
| Cuarto     | Rogelio Sergio Arellano Corona |

| 22    | POR   | J. Cárdenas     |     |
| 29    | DEF   | Pablo Nuño      | 75' |
| 5     | DEF   | Rubén Mancilla  |     |
| 7     | DEF   | Jesús Chacón    | 86' |
| 21    | MED   | Ángel Barajas   | 86' |
| 33    | MED   | Agustín Méndez  |     |
| 17    | MED   | Leandro Corona  |     |
| 18    | MED   | Ricardo Rangel  |     |
| 10    | DEL   | Benancio Moreno | 63' |
| 9     | DEL   | Daniel Gastelum | 86' |
| 19    | DEL   | Antoni Patiño   |     |
| D. T. | D. T. | Julio Álvarez   |     |

| 32    | POR   | Betuel Sánchez     |     |
| 2     | DEF   | Irving Romero      |     |
| 3     | DEF   | Aldo Sosa          |     |
| 7     | DEF   | Luis Alvarado      | 60' |
| 28    | DEF   | Adrián Victoria    |     |
| 35    | DEF   | Emmanuel Patiño    |     |
| 5     | MED   | César Arroyo       | 75' |
| 8     | MED   | Fernando Laymon    |     |
| 18    | MED   | Brandon Ayala      | 34' |
| 9     | DEL   | Nathan Sotelo      | 60' |
| 11    | DEL   | Ángel González     | 75' |
| D. T. | D. T. | Francisco Cisneros |     |

| 8  | Delantero      | Mario Salomón  | 63' |
| 24 | Centrocampista | Juan Cortez    | 75' |
| 25 | Centrocampista | César Álvarez  | 86' |
| 31 | Delantero      | Marco Martínez | 86' |
| 16 | Centrocampista | Ángel Rosas    | 86' |

| 10 | Delantero      | Karlo Flores      | 34' |
| 37 | Delantero      | Diego Hernández   | 60' |
| 14 | Delantero      | José Vázquez      | 60' |
| 50 | Delantero      | Osvaldo Hernández | 75' |
| 38 | Centrocampista | Ángel Granillo    | 75' |

| 85' | Jesús Chacón | 1:3 |

| 40' · 56' · 82' | Luis Alvarado Karlo Flores | 0:1 0:2 0:3 |

| Principal  | Fernando Guerrero Ramírez      |
| Asistentes | Carlos Armando Galeana Amaro   |
|            | Patricia Lizeth Flores Luna    |
| Cuarto     | Rogelio Sergio Arellano Corona |

| 22    | POR   | J. Cárdenas     |     |
| 29    | DEF   | Pablo Nuño      | 75' |
| 5     | DEF   | Rubén Mancilla  |     |
| 7     | DEF   | Jesús Chacón    | 86' |
| 21    | MED   | Ángel Barajas   | 86' |
| 33    | MED   | Agustín Méndez  |     |
| 17    | MED   | Leandro Corona  |     |
| 18    | MED   | Ricardo Rangel  |     |
| 10    | DEL   | Benancio Moreno | 63' |
| 9     | DEL   | Daniel Gastelum | 86' |
| 19    | DEL   | Antoni Patiño   |     |
| D. T. | D. T. | Julio Álvarez   |     |

| 32    | POR   | Betuel Sánchez     |     |
| 2     | DEF   | Irving Romero      |     |
| 3     | DEF   | Aldo Sosa          |     |
| 7     | DEF   | Luis Alvarado      | 60' |
| 28    | DEF   | Adrián Victoria    |     |
| 35    | DEF   | Emmanuel Patiño    |     |
| 5     | MED   | César Arroyo       | 75' |
| 8     | MED   | Fernando Laymon    |     |
| 18    | MED   | Brandon Ayala      | 34' |
| 9     | DEL   | Nathan Sotelo      | 60' |
| 11    | DEL   | Ángel González     | 75' |
| D. T. | D. T. | Francisco Cisneros |     |

| 8  | Delantero      | Mario Salomón  | 63' |
| 24 | Centrocampista | Juan Cortez    | 75' |
| 25 | Centrocampista | César Álvarez  | 86' |
| 31 | Delantero      | Marco Martínez | 86' |
| 16 | Centrocampista | Ángel Rosas    | 86' |

| 10 | Delantero      | Karlo Flores      | 34' |
| 37 | Delantero      | Diego Hernández   | 60' |
| 14 | Delantero      | José Vázquez      | 60' |
| 50 | Delantero      | Osvaldo Hernández | 75' |
| 38 | Centrocampista | Ángel Granillo    | 75' |

| 85' | Jesús Chacón | 1:3 |

| 40' · 56' · 82' | Luis Alvarado Karlo Flores | 0:1 0:2 0:3 |

| Principal  | Fernando Guerrero Ramírez      |
| Asistentes | Carlos Armando Galeana Amaro   |
|            | Patricia Lizeth Flores Luna    |
| Cuarto     | Rogelio Sergio Arellano Corona |

| Campeón 2023-24     |
| ------------------- |
|                     |
| Faraones de Texcoco |
| 1º título           |

#### Equipos ascendidos a Segunda División
| Acatlán F.C. Asciende a la Liga Premier Serie A | Faraones de Texcoco Asciende a la Liga Premier Serie A | Tigres de Álica F.C. Asciende a la Liga Premier Serie B | C.D. Yautepec Asciende a la Liga Premier Serie B |
| ----------------------------------------------- | ------------------------------------------------------ | ------------------------------------------------------- | ------------------------------------------------ |

## Equipos filiales o sin derecho al ascenso

### Clasificación
Para determinar los equipos que clasifican a la Liguilla de equipos filiales o sin derecho al ascenso se crea una tabla exclusivamente de equipos sin derecho a ascenso donde se posicionan de acuerdo al porcentaje que obtengan después de la temporada regular, ya que los equipos juegan diferente cantidad de partidos dependiendo de su grupo.
Este porcentaje se obtiene dividiendo los puntos obtenidos entre la cantidad de partidos jugados; a mayor porcentaje más alto estará el equipo en la tabla. Si dos o más equipos obtienen el mismo porcentaje se tomaran en cuenta los convencionales mecanismos de desempate: Puntos, Diferencia de goles y Goles a Favor.

Fecha de actualización: 21 de abril de 2024
| Pos. | Equipos                   | PJ | PG | PE | PP | GF | GC | Dif. | Pts. | Pe | Por. |
| ---- | ------------------------- | -- | -- | -- | -- | -- | -- | ---- | ---- | -- | ---- |
| 1.   | Cimarrones de Sonora "C"  | 18 | 14 | 4  | 0  | 45 | 13 | 32   | 50   | 4  | 2.78 |
| 2.   | Artesanos Metepec "B"     | 22 | 19 | 1  | 2  | 61 | 14 | 47   | 58   | 0  | 2.64 |
| 3.   | Aragón F.C.               | 30 | 22 | 6  | 2  | 66 | 19 | 47   | 73   | 1  | 2.43 |
| 4.   | Deportivo Toluca "B"      | 22 | 15 | 3  | 4  | 60 | 23 | 37   | 50   | 2  | 2.27 |
| 5.   | Deportiva Venados "B"     | 26 | 17 | 6  | 3  | 55 | 16 | 39   | 59   | 2  | 2.27 |
| 6.   | Leones Negros "C"         | 26 | 16 | 6  | 4  | 48 | 27 | 21   | 58   | 4  | 2.24 |
| 7.   | Club Necaxa "B"           | 26 | 16 | 6  | 4  | 54 | 21 | 33   | 57   | 2  | 2.19 |
| 8.   | Mineros Querétaro         | 28 | 15 | 10 | 3  | 75 | 28 | 47   | 61   | 5  | 2.18 |
| 9.   | Dorados de Sinaloa "B"    | 27 | 16 | 6  | 5  | 62 | 34 | 28   | 57   | 3  | 2.11 |
| 10.  | F.C. Juárez "B"           | 30 | 18 | 6  | 6  | 65 | 22 | 43   | 63   | 3  | 2.10 |
| 11.  | C.D. FuraMochis           | 27 | 15 | 7  | 5  | 54 | 29 | 25   | 55   | 3  | 2.04 |
| 12.  | Inter de Querétaro "B"    | 28 | 14 | 8  | 6  | 66 | 28 | 38   | 55   | 5  | 1.96 |
| 13.  | Celaya F.C. TDP           | 28 | 15 | 6  | 7  | 87 | 37 | 50   | 54   | 3  | 1.93 |
| 14.  | Panteras Neza             | 22 | 13 | 2  | 7  | 38 | 21 | 17   | 42   | 1  | 1.91 |
| 15.  | Alebrijes de Oaxaca "B"   | 24 | 11 | 8  | 5  | 37 | 21 | 16   | 45   | 4  | 1.88 |
| 16.  | Boston Cancún F.C.        | 26 | 14 | 4  | 8  | 49 | 30 | 19   | 48   | 2  | 1.85 |
| 17.  | Halcones AFU              | 21 | 10 | 5  | 6  | 48 | 29 | 19   | 38   | 3  | 1.81 |
| 18.  | Mineros de Zacatecas TDP  | 26 | 12 | 7  | 7  | 45 | 34 | 11   | 47   | 4  | 1.81 |
| 19.  | C.F. Pachuca "C"          | 22 | 9  | 8  | 5  | 52 | 23 | 29   | 37   | 2  | 1.68 |
| 20.  | Tigres SD                 | 24 | 10 | 5  | 9  | 28 | 26 | 2    | 39   | 4  | 1.63 |
| 21.  | Xolos de Hermosillo       | 18 | 8  | 3  | 7  | 26 | 25 | 1    | 29   | 2  | 1.61 |
| 22.  | Tecos F.C. "B"            | 26 | 11 | 4  | 11 | 33 | 41 | -8   | 41   | 3  | 1.58 |
| 23.  | Correcaminos UAT "C"      | 24 | 8  | 9  | 6  | 30 | 27 | 3    | 37   | 3  | 1.54 |
| 24.  | Atlante Xalapa            | 30 | 12 | 4  | 14 | 58 | 57 | 1    | 42   | 2  | 1.40 |
| 25.  | Tornados Tlaquepaque F.C. | 26 | 10 | 4  | 11 | 28 | 30 | -2   | 35   | 1  | 1.35 |
| 26.  | Calor Torreón             | 24 | 8  | 4  | 11 | 30 | 33 | -3   | 31   | 2  | 1.29 |
| 27.  | Atlético Acaponeta        | 27 | 8  | 4  | 15 | 43 | 55 | -12  | 32   | 4  | 1.19 |
| 28.  | Alteños Acatic            | 26 | 5  | 10 | 11 | 27 | 37 | -10  | 30   | 5  | 1.15 |
| 29.  | Cañoneros F.C. "B"        | 30 | 7  | 5  | 18 | 32 | 75 | -43  | 30   | 4  | 1.00 |
| 30.  | León GEN                  | 26 | 6  | 2  | 18 | 28 | 66 | -38  | 20   | 0  | 0.77 |
| 31.  | Inter Guanajuato          | 28 | 5  | 5  | 18 | 20 | 61 | -41  | 20   | 0  | 0.71 |
| 32.  | Coras F.C. "B"            | 27 | 4  | 3  | 20 | 18 | 63 | -45  | 16   | 1  | 0.59 |
| 33.  | Caja Oblatos - Furia Roja | 26 | 4  | 1  | 21 | 31 | 67 | -36  | 13   | 0  | 0.50 |
| 34.  | Ciervos F.C. "B"          | 22 | 3  | 1  | 18 | 13 | 62 | -49  | 10   | 0  | 0.45 |
| 35.  | Deportivo Napoli Tabasco  | 26 | 1  | 2  | 23 | 16 | 76 | -70  | 7    | 2  | 0.27 |

|  | Clasificado para la Liguilla de Filiales o sin derecho al ascenso. |
|  | Peor Clasificado.                                                  |

### Liguilla
|  | Octavos de final | Octavos de final    | Octavos de final  | Octavos de final | Octavos de final |   |                       | Cuartos de final | Cuartos de final | Cuartos de final | Cuartos de final | Cuartos de final |  |   | Semifinal      | Semifinal | Semifinal | Semifinal | Semifinal |  |   | Final          | Final | Final | Final | Final |
|  |                  |                     |                   |                  |                  |   |                       |                  |                  |                  |                  |                  |  |   |                |           |           |           |           |  |   |                |       |       |       |       |
|  | 1                | Cimarrones "C"      | 0                 | 4                | 4                |   |                       |                  |                  |                  |                  |                  |  |   |                |           |           |           |           |  |   |                |       |       |       |       |
|  | 16               | Boston Cancún       | 1                 | 0                | 1                |   |                       |                  |                  |                  |                  |                  |  |   |                |           |           |           |           |  |   |                |       |       |       |       |
|  | 16               | Boston Cancún       | 1                 | 0                | 1                |   | 1                     | Cimarrones "C"   | 1                | 3                | 4                |                  |  |   |                |           |           |           |           |  |   |                |       |       |       |       |
|  |                  |                     |                   |                  |                  |   | 1                     | Cimarrones "C"   | 1                | 3                | 4                |                  |  |   |                |           |           |           |           |  |   |                |       |       |       |       |
|  |                  | 15                  | Alebrijes "B"     | 1                | 0                | 1 |                       |                  |                  |                  |                  |                  |  |   |                |           |           |           |           |  |   |                |       |       |       |       |
|  | 2                | 15                  | Alebrijes "B"     | 1                | 0                | 1 | Artesanos Metepec "B" | 0                | 1                | 1                |                  |                  |  |   |                |           |           |           |           |  |   |                |       |       |       |       |
|  | 2                |                     |                   |                  |                  |   | Artesanos Metepec "B" | 0                | 1                | 1                |                  |                  |  |   |                |           |           |           |           |  |   |                |       |       |       |       |
|  | 15               | Alebrijes "B"       | 1                 | 1                | 2                |   |                       |                  |                  |                  |                  |                  |  |   |                |           |           |           |           |  |   |                |       |       |       |       |
|  | 15               | Alebrijes "B"       | 1                 | 1                | 2                |   |                       |                  |                  |                  |                  |                  |  | 1 | Cimarrones "C" | 3         | 2         | 5         |           |  |   |                |       |       |       |       |
|  |                  |                     |                   |                  |                  |   |                       |                  |                  |                  |                  |                  |  | 1 | Cimarrones "C" | 3         | 2         | 5         |           |  |   |                |       |       |       |       |
|  |                  | 5                   | Dep. Venados "B"  | 1                | 1                | 2 |                       |                  |                  |                  |                  |                  |  |   |                |           |           |           |           |  |   |                |       |       |       |       |
|  | 5                | 5                   | Dep. Venados "B"  | 1                | 1                | 2 | Dep. Venados "B"      | 2                | 2                | 4                |                  |                  |  |   |                |           |           |           |           |  |   |                |       |       |       |       |
|  | 5                |                     |                   |                  |                  |   | Dep. Venados "B"      | 2                | 2                | 4                |                  |                  |  |   |                |           |           |           |           |  |   |                |       |       |       |       |
|  | 12               | Inter Querétaro "B" | 1                 | 1                | 2                |   |                       |                  |                  |                  |                  |                  |  |   |                |           |           |           |           |  |   |                |       |       |       |       |
|  | 12               | Inter Querétaro "B" | 1                 | 1                | 2                |   | 5                     | Dep. Venados "B" | 1                | 0                | 1                |                  |  |   |                |           |           |           |           |  |   |                |       |       |       |       |
|  |                  |                     |                   |                  |                  |   | 5                     | Dep. Venados "B" | 1                | 0                | 1                |                  |  |   |                |           |           |           |           |  |   |                |       |       |       |       |
|  |                  | 7                   | Necaxa "B"        | 0                | 0                | 0 |                       |                  |                  |                  |                  |                  |  |   |                |           |           |           |           |  |   |                |       |       |       |       |
|  | 7                | 7                   | Necaxa "B"        | 0                | 0                | 0 | Necaxa "B"            | 0                | 2                | 2                |                  |                  |  |   |                |           |           |           |           |  |   |                |       |       |       |       |
|  | 7                |                     |                   |                  |                  |   | Necaxa "B"            | 0                | 2                | 2                |                  |                  |  |   |                |           |           |           |           |  |   |                |       |       |       |       |
|  | 10               | F.C. Juárez "B"     | 0                 | 0                | 0                |   |                       |                  |                  |                  |                  |                  |  |   |                |           |           |           |           |  |   |                |       |       |       |       |
|  | 10               | F.C. Juárez "B"     | 0                 | 0                | 0                |   |                       |                  |                  |                  |                  |                  |  |   |                |           |           |           |           |  | 1 | Cimarrones "C" | 0     | 3     | 3     |       |
|  |                  |                     |                   |                  |                  |   |                       |                  |                  |                  |                  |                  |  |   |                |           |           |           |           |  | 1 | Cimarrones "C" | 0     | 3     | 3     |       |
|  |                  | 4                   | Dep. Toluca "B"   | 1                | 1                | 2 |                       |                  |                  |                  |                  |                  |  |   |                |           |           |           |           |  |   |                |       |       |       |       |
|  | 3                | 4                   | Dep. Toluca "B"   | 1                | 1                | 2 | Aragón F.C.           | 1                | 4                | 5                |                  |                  |  |   |                |           |           |           |           |  |   |                |       |       |       |       |
|  | 3                |                     |                   |                  |                  |   | Aragón F.C.           | 1                | 4                | 5                |                  |                  |  |   |                |           |           |           |           |  |   |                |       |       |       |       |
|  | 14               | Panteras Neza       | 0                 | 0                | 0                |   |                       |                  |                  |                  |                  |                  |  |   |                |           |           |           |           |  |   |                |       |       |       |       |
|  | 14               | Panteras Neza       | 0                 | 0                | 0                |   | 3                     | Aragón F.C.      | 1                | 2                | 3                |                  |  |   |                |           |           |           |           |  |   |                |       |       |       |       |
|  |                  |                     |                   |                  |                  |   | 3                     | Aragón F.C.      | 1                | 2                | 3                |                  |  |   |                |           |           |           |           |  |   |                |       |       |       |       |
|  |                  | 11                  | C.D. FuraMochis   | 2                | 0                | 2 |                       |                  |                  |                  |                  |                  |  |   |                |           |           |           |           |  |   |                |       |       |       |       |
|  | 6                | 11                  | C.D. FuraMochis   | 2                | 0                | 2 | Leones Negros "C"     | 0                | 2                | 2                |                  |                  |  |   |                |           |           |           |           |  |   |                |       |       |       |       |
|  | 6                |                     |                   |                  |                  |   | Leones Negros "C"     | 0                | 2                | 2                |                  |                  |  |   |                |           |           |           |           |  |   |                |       |       |       |       |
|  | 11               | C.D. FuraMochis     | 1                 | 2                | 3                |   |                       |                  |                  |                  |                  |                  |  |   |                |           |           |           |           |  |   |                |       |       |       |       |
|  | 11               | C.D. FuraMochis     | 1                 | 2                | 3                |   |                       |                  |                  |                  |                  |                  |  | 3 | Aragón F.C.    | 0         | 2         | 2         |           |  |   |                |       |       |       |       |
|  |                  |                     |                   |                  |                  |   |                       |                  |                  |                  |                  |                  |  | 3 | Aragón F.C.    | 0         | 2         | 2         |           |  |   |                |       |       |       |       |
|  |                  | 4                   | Dep. Toluca "B"   | 3                | 1                | 4 |                       |                  |                  |                  |                  |                  |  |   |                |           |           |           |           |  |   |                |       |       |       |       |
|  | 4                | 4                   | Dep. Toluca "B"   | 3                | 1                | 4 | Dep. Toluca "B"       | 2                | 5                | 7                |                  |                  |  |   |                |           |           |           |           |  |   |                |       |       |       |       |
|  | 4                |                     |                   |                  |                  |   | Dep. Toluca "B"       | 2                | 5                | 7                |                  |                  |  |   |                |           |           |           |           |  |   |                |       |       |       |       |
|  | 13               | Celaya F.C. TDP     | 1                 | 0                | 1                |   |                       |                  |                  |                  |                  |                  |  |   |                |           |           |           |           |  |   |                |       |       |       |       |
|  | 13               | Celaya F.C. TDP     | 1                 | 0                | 1                |   | 4                     | Dep. Toluca "B"  | 2                | 1                | 3                |                  |  |   |                |           |           |           |           |  |   |                |       |       |       |       |
|  |                  |                     |                   |                  |                  |   | 4                     | Dep. Toluca "B"  | 2                | 1                | 3                |                  |  |   |                |           |           |           |           |  |   |                |       |       |       |       |
|  |                  | 8                   | Mineros Querétaro | 0                | 1                | 1 |                       |                  |                  |                  |                  |                  |  |   |                |           |           |           |           |  |   |                |       |       |       |       |
|  | 8                | 8                   | Mineros Querétaro | 0                | 1                | 1 | Mineros Querétaro     | 4                | 1                | 5                |                  |                  |  |   |                |           |           |           |           |  |   |                |       |       |       |       |
|  | 8                |                     |                   |                  |                  |   | Mineros Querétaro     | 4                | 1                | 5                |                  |                  |  |   |                |           |           |           |           |  |   |                |       |       |       |       |
|  | 9                | Dorados "B"         | 1                 | 2                | 3                |   |                       |                  |                  |                  |                  |                  |  |   |                |           |           |           |           |  |   |                |       |       |       |       |

#### Octavos de final
| 24 de abril de 2024 | Boston Cancún F.C. | 1:0 (0:0) | Cimarrones "C" | CEDAR Cancún, Cancún, Quintana Roo                                        |                                                                           |
| 10:00 (UTC -5)      | D. Arreola 47'     | Reporte   |                | Asistencia: 200 espectadores Árbitro(s): Heisel Gerardo Santana Arguelles | Asistencia: 200 espectadores Árbitro(s): Heisel Gerardo Santana Arguelles |

| 27 de abril de 2024                      | Cimarrones "C"                                   | 4:0 (1:0) (Global 4:1) | Boston Cancún F.C. | Estadio Héroe de Nacozari, Hermosillo, Sonora               |                                                             |
| 10:00 (UTC -7)                           | K. Martínez 33', 55' · L. Ruíz 77' · A. Sosa 89' | Reporte                |                    | Asistencia: 0 espectadores Árbitro(s): Christian Cruz Mejía | Asistencia: 0 espectadores Árbitro(s): Christian Cruz Mejía |
| Cimarrones "C" avanzó a cuartos de final |                                                  |                        |                    |                                                             |                                                             |

| 24 de abril de 2024 | Dorados "B"   | 1:4 (1:2) | Mineros Querétaro                         | Estadio Dorados, Culiacán, Sinaloa                                |                                                                   |
| 10:00 (UTC -7)      | D. Rivera 45' | Reporte   | 21', 50', 69' E. Mendoza · 38' G. Camacho | Asistencia: 50 espectadores Árbitro(s): Karol Jesús Zamudio Ulloa | Asistencia: 50 espectadores Árbitro(s): Karol Jesús Zamudio Ulloa |

| 27 de abril de 2024                         | Mineros Querétaro | 1:2 (0:2) (Global 5:3) | Dorados "B"                    | Universidad CEICKOR, Colón, Querétaro                                |                                                                      |
| 10:00 (UTC -6)                              | M. Tarrats 55'    | Reporte                | 18' D. Tirado · 30' D. Uriarte | Asistencia: 100 espectadores Árbitro(s): Daniel Sinue García Sánchez | Asistencia: 100 espectadores Árbitro(s): Daniel Sinue García Sánchez |
| Mineros Querétaro avanzó a cuartos de final |                   |                        |                                |                                                                      |                                                                      |

| 24 de abril de 2024 | Celaya F.C. TDP | 1:2 (1:2) | Deportivo Toluca "B"        | Circuito Deportivo Brígido Vargas, Comonfort, Guanajuato                    |                                                                             |
| 10:00 (UTC -6)      | Y. Loeza 44'    | Reporte   | 1' D. Dávila · 34' G. Bravo | Asistencia: 100 espectadores Árbitro(s): Fernando Israel Elizárraga Ramírez | Asistencia: 100 espectadores Árbitro(s): Fernando Israel Elizárraga Ramírez |

| 27 de abril de 2024                            | Deportivo Toluca "B"                                                  | 5:0 (2:0) (Global 7:1) | Celaya F.C. TDP | Instalaciones de Metepec Cancha 3, Metepec, Estado de México           |                                                                        |
| 10:00 (UTC -6)                                 | A. Jiménez 23', 44' · F. Urbina 46' · D. Dávila 59' · K. Palacios 89' | Reporte                |                 | Asistencia: 50 espectadores Árbitro(s): Ángel Emmanuel Alzaga Esquivel | Asistencia: 50 espectadores Árbitro(s): Ángel Emmanuel Alzaga Esquivel |
| Deportivo Toluca "B" avanzó a Cuartos de final |                                                                       |                        |                 |                                                                        |                                                                        |

| 24 de abril de 2024 | Inter Querétaro "B" | 1:2 (1:1) | Deportiva Venados "B"          | Parque Bicentenario, Santa Rosa Jáuregui, Querétaro               |                                                                   |
| 10:00 (UTC -6)      | M. Bertoni 7'       | Reporte   | 38' J. Ciprián · 74' H. Acosta | Asistencia: 100 espectadores Árbitro(s): Keven Iván Pérez Mendoza | Asistencia: 100 espectadores Árbitro(s): Keven Iván Pérez Mendoza |

| 27 de abril de 2024                             | Deportiva Venados "B" | 2:1 (2:1) (Global 4:2) | Inter Querétaro "B" | Estadio Alonso Diego Molina, Tamanché, Yucatán                      |                                                                     |
| 15:00 (UTC -6)                                  | J. Ciprián 5', 21'    | Reporte                | 14' J. Marchán      | Asistencia: 200 espectadores Árbitro(s): Edwin Alejandro Marín Luna | Asistencia: 200 espectadores Árbitro(s): Edwin Alejandro Marín Luna |
| Deportiva Venados "B" avanzó a cuartos de final |                       |                        |                     |                                                                     |                                                                     |

| 25 de abril de 2024 | Alebrijes "B" | 1:0 (0:0) | Artesanos Metepec "B" | Estadio Tecnológico de Oaxaca, Oaxaca, Oaxaca                        |                                                                      |
| 19:00 (UTC -6)      | J. Bustos 58' | Reporte   |                       | Asistencia: 1 000 espectadores Árbitro(s): Hazael Aldair Pérez Corte | Asistencia: 1 000 espectadores Árbitro(s): Hazael Aldair Pérez Corte |

| 28 de abril de 2024                     | Artesanos Metepec "B" | 1:1 (1:1) (Global 1:2) | Alebrijes "B"    | Unidad Deportiva Alarcón Hisojo, Metepec, Estado de México          |                                                                     |
| 12:00 (UTC -6)                          | I. Torres 11'         | Reporte                | 34' J. Rodríguez | Asistencia: 100 espectadores Árbitro(s): Pablo Eduardo Benítez Lara | Asistencia: 100 espectadores Árbitro(s): Pablo Eduardo Benítez Lara |
| Alebrijes "B" avanzó a cuartos de final |                       |                        |                  |                                                                     |                                                                     |

| 24 de abril de 2024 | F.C. Juárez "B" | 0:0     | Necaxa "B" | Cancha de San Isidro La Noria, Ciudad de México                            |                                                                            |
| 15:00 (UTC -6)      |                 | Reporte |            | Asistencia: 100 espectadores Árbitro(s): Andrés Benjamín Hernández Barraza | Asistencia: 100 espectadores Árbitro(s): Andrés Benjamín Hernández Barraza |

| 27 de abril de 2024                  | Necaxa "B"                   | 2:0 (1:0) (Global 2:0) | F.C. Juárez "B" | Casa Club Necaxa Cancha 4, Aguascalientes, Aguascalientes                 |                                                                           |
| 11:00 (UTC -6)                       | R. Torres 37' · Y. Casas 51' | Reporte                |                 | Asistencia: 100 espectadores Árbitro(s): Zahid Sebastián Manjarrez García | Asistencia: 100 espectadores Árbitro(s): Zahid Sebastián Manjarrez García |
| Necaxa "B" avanzó a cuartos de final |                              |                        |                 |                                                                           |                                                                           |

| 25 de mayo de 2024 | Panteras Neza | 0:1 (0:1) | Aragón F.C.    | Estadio Metropolitano, Ciudad Nezahualcóyotl, Estado de México      |                                                                     |
| 12:00 (UTC -6)     |               | Reporte   | 12' E. Ornelas | Asistencia: 200 espectadores Árbitro(s): Edgar Jesús Tinoco Orrante | Asistencia: 200 espectadores Árbitro(s): Edgar Jesús Tinoco Orrante |

| 28 de abril de 2024                   | Aragón F.C.                                                 | 4:0 (2:0) (Global 5:0) | Panteras Neza | Deportivo Francisco Zarco, Ciudad de México                        |                                                                    |
| 16:00 (UTC -6)                        | L. Gómez 23' · O. Villegas 38' · D. Vera 59' · E. Casas 90' | Reporte                |               | Asistencia: 500 espectadores Árbitro(s): Rafael Venancio Gutiérrez | Asistencia: 500 espectadores Árbitro(s): Rafael Venancio Gutiérrez |
| Aragón F.C. avanzó a cuartos de final |                                                             |                        |               |                                                                    |                                                                    |

| 25 de abril de 2024 | C.D. FuraMochis | 1:0 (1:0) | Leones Negros "C" | Club FuraMochis, Los Mochis, Sinaloa                                        |                                                                             |
| 15:00 (UTC -7)      | E. Pérez 35'    | Reporte   |                   | Asistencia: 300 espectadores Árbitro(s): Abraham Guadalupe Espinoza Serrano | Asistencia: 300 espectadores Árbitro(s): Abraham Guadalupe Espinoza Serrano |

| 28 de abril de 2024                       | Leones Negros "C"               | 2:2 (2:0) (Global 2:3) | C.D. FuraMochis                | Club Deportivo La Primavera U. de G., Zapopan, Jalisco         |                                                                |
| 11:00 (UTC -6)                            | G. Monteón 37' · F. Morales 45' | Reporte                | 74' E. Pérez · 76' F. Guerrero | Asistencia: 150 espectadores Árbitro(s): Mario Velázquez Román | Asistencia: 150 espectadores Árbitro(s): Mario Velázquez Román |
| C.D. FuraMochis avanzó a cuartos de final |                                 |                        |                                |                                                                |                                                                |

#### Cuartos de final
| 1 de mayo de 2024 | Alebrijes "B"   | 1:1 (0:0) | Cimarrones "C" | Estadio Tecnológico de Oaxaca, Oaxaca, Oaxaca                          |                                                                        |
| 19:00 (UTC -6)    | S. Gallinar 63' | Reporte   | 75' J. Chávez  | Asistencia: 400 espectadores Árbitro(s): Luis Felipe Villafuerte Villa | Asistencia: 400 espectadores Árbitro(s): Luis Felipe Villafuerte Villa |

| 4 de mayo de 2024                   | Cimarrones "C"                         | 3:0 (2:0) (Global 4:1) | Alebrijes "B" | Estadio Héroe de Nacozari, Hermosillo, Sonora                            |                                                                          |
| 18:00 (UTC -7)                      | K. Martínez 30', 42' · J. Meléndez 48' | Reporte                |               | Asistencia: 300 espectadores Árbitro(s): Karlo Geovanni Palmieres Corral | Asistencia: 300 espectadores Árbitro(s): Karlo Geovanni Palmieres Corral |
| Cimarrones "C" avanzó a Semifinales |                                        |                        |               |                                                                          |                                                                          |

| 2 de mayo de 2024 | Necaxa "B" | 0:1 (0:0) | Deportiva Venados "B" | Casa Club Necaxa Cancha 4, Aguascalientes, Aguascalientes                 |                                                                           |
| 11:00 (UTC -6)    |            | Reporte   | 68' D. Escobar        | Asistencia: 20 espectadores Árbitro(s): Yitzhak Emmanuel Jacobo Hernández | Asistencia: 20 espectadores Árbitro(s): Yitzhak Emmanuel Jacobo Hernández |

| 5 de mayo de 2024                          | Deportiva Venados "B" | 0:0 (Global 1:0) | Necaxa "B" | Estadio Alonso Diego Molina, Tamanché, Yucatán                       |                                                                      |
| 11:00 (UTC -6)                             |                       | Reporte          |            | Asistencia: 200 espectadores Árbitro(s): Carlos Alberto Casas García | Asistencia: 200 espectadores Árbitro(s): Carlos Alberto Casas García |
| Deportiva Venados "B" avanzó a Semifinales |                       |                  |            |                                                                      |                                                                      |

| 2 de mayo de 2024 | C.D. FuraMochis                 | 2:1 (0:0) | Aragón F.C.  | Club FuraMochis, Los Mochis, Sinaloa                             |                                                                  |
| 15:00 (UTC -7)    | C. Echavarría 54' · L. Cota 89' | Reporte   | 83' L. Gómez | Asistencia: 152 espectadores Árbitro(s): Eber Antonio Ríos López | Asistencia: 152 espectadores Árbitro(s): Eber Antonio Ríos López |

| 5 de mayo de 2024                | Aragón F.C.                 | 2:0 (1:0) (Global 3:2) | C.D. FuraMochis | Deportivo Francisco Zarco, Ciudad de México                     |                                                                 |
| 16:00 (UTC -6)                   | L. Dávila 7' · L. Gómez 46' | Reporte                |                 | Asistencia: 200 espectadores Árbitro(s): Juan Daniel Peña Garza | Asistencia: 200 espectadores Árbitro(s): Juan Daniel Peña Garza |
| Aragón F.C. avanzó a Semifinales |                             |                        |                 |                                                                 |                                                                 |

| 1 de mayo de 2024 | Mineros Querétaro | 0:2 (0:1) | Deportivo Toluca "B"         | Universidad CEICKOR, Colón, Querétaro                                   |                                                                         |
| 10:00 (UTC -6)    |                   | Reporte   | 19' D. Dávila · 90' E. Gómez | Asistencia: 140 espectadores Árbitro(s): Ángel Emmanuel Alzaga Esquivel | Asistencia: 140 espectadores Árbitro(s): Ángel Emmanuel Alzaga Esquivel |

| 4 de mayo de 2024                         | Deportivo Toluca "B" | 1:1 (1:1) (Global 3:1) | Mineros Querétaro | Instalaciones de Metepec Cancha 3, Metepec, Estado de México  |                                                               |
| 10:00 (UTC -6)                            | E. Gómez 43'         | Reporte                | 11' E. Mendoza    | Asistencia: 50 espectadores Árbitro(s): Yoel Guzmán Hernández | Asistencia: 50 espectadores Árbitro(s): Yoel Guzmán Hernández |
| Deportivo Toluca "B" avanzó a Semifinales |                      |                        |                   |                                                               |                                                               |

#### Semifinales
| 8 de mayo de 2024 | Deportiva Venados "B" | 1:3 (0:3) | Cimarrones "C"                        | Estadio Alonso Diego Molina, Tamanché, Yucatán                         |                                                                        |
| 16:00 (UTC -6)    | E. Hernández 46'      | Reporte   | 5' E. Orrantia · 17', 44' K. Martínez | Asistencia: 150 espectadores Árbitro(s): Luis Felipe Villafuerte Villa | Asistencia: 150 espectadores Árbitro(s): Luis Felipe Villafuerte Villa |

| 11 de mayo de 2024             | Cimarrones "C"               | 2:1 (1:0) (Global 5:2) | Deportiva Venados "B" | Estadio Héroe de Nacozari, Hermosillo, Sonora                    |                                                                  |
| 18:00 (UTC -7)                 | K. Martínez 2' · A. Sosa 70' | Reporte                | 66' A. Maya           | Asistencia: 238 espectadores Árbitro(s): Alejandro Torres Favela | Asistencia: 238 espectadores Árbitro(s): Alejandro Torres Favela |
| Cimarrones "C" avanzó la Final |                              |                        |                       |                                                                  |                                                                  |

| 9 de mayo de 2024 | Deportivo Toluca "B"                            | 3:0 (1:0) | Aragón F.C. | Instalaciones de Metepec Cancha 3, Metepec, Estado de México      |                                                                   |
| 10:00 (UTC -6)    | A. Jiménez 37' · G. Bravo 53' · O. Alvarado 88' | Reporte   |             | Asistencia: 100 espectadores Árbitro(s): Saúl Humberto Ali Guzmán | Asistencia: 100 espectadores Árbitro(s): Saúl Humberto Ali Guzmán |

| 12 de mayo de 2024                     | Aragón F.C.                  | 2:1 (1:1) (Global 2:4) | Deportivo Toluca "B" | Deportivo Francisco Zarco, Ciudad de México                                |                                                                            |
| 16:00 (UTC -6)                         | L. Dávila 15' · L. Gómez 68' | Reporte                | 45' A. Jiménez       | Asistencia: 500 espectadores Árbitro(s): Andrés Benjamín Hernández Barraza | Asistencia: 500 espectadores Árbitro(s): Andrés Benjamín Hernández Barraza |
| Deportivo Toluca "B" avanzó a la Final |                              |                        |                      |                                                                            |                                                                            |

#### Final
| 16 de mayo de 2024 | Deportivo Toluca "B" | 1:0 (0:0) | Cimarrones "C" | Estadio Nemesio Díez, Toluca, Estado de México                         |                                                                        |
| 10:00 (UTC -6)     | K. Castillo 68'      | Reporte   |                | Asistencia: 500 espectadores Árbitro(s): Luis Felipe Villafuerte Villa | Asistencia: 500 espectadores Árbitro(s): Luis Felipe Villafuerte Villa |

| 19 de mayo de 2024                                                        | Cimarrones "C"                         | 3:1 (2:1, 1:0) (t. s.)(Global 3:2) | Deportivo Toluca "B" | Estadio Héroe de Nacozari, Hermosillo, Sonora                    |                                                                  |
| 18:00 (UTC -7)                                                            | E. Orrantía 18' · K. Martínez 22', 94' | Reporte                            | 45' A. Jiménez       | Asistencia: 600 espectadores Árbitro(s): Alejandro Torres Favela | Asistencia: 600 espectadores Árbitro(s): Alejandro Torres Favela |
| Cimarrones "C" campeón de Filiales de la Temporada 2023-24 de la Liga TDP |                                        |                                    |                      |                                                                  |                                                                  |

| Campeón 2023-24 (Filiales) |
| -------------------------- |
|                            |
| Cimarrones "C"'            |
| 2º título                  |

## Estadísticas

### Tabla de goleo general
Fecha de actualización: 21 de abril de 2024
Datos según la página oficial
|    | Jugador          | Equipo                        | Goles |
| -- | ---------------- | ----------------------------- | ----- |
| 1º | Efrén Hernández  | C.D. Águila Azteca            | 41    |
| 2º | Fabrizzio Olvera | Club Licántropos              | 34    |
| 3º | Esteban Mendoza  | Mineros Querétaro             | 33    |
| 4º | Johan Moreno     | C.D. Cuervos Blancos          | 29    |
| 5º | Dorian Axel Mota | Coyotes Neza / Héroes de Zaci | 28    |
| 6º | Emiliano Trejo   | C.D. Muxes                    | 25    |
| =  | Sebastián Luna   | Pabellón F.C.                 | 25    |
| 8º | Daniel Parra     | Legado del Centenario         | 24    |
| 9º | Yael Valdéz      | Cordobés F.C.                 | 23    |
| =  | Jesús Quiroz     | Santiago F.C. "B"             | 23    |
| =  | Juan Diego Arias | Atlético Leonés               | 23    |